# Économie de la France
Ne doit pas être confondu avec Économie en France.
L'économie de la France traite de la situation économique conjoncturelle et structurelle de la France de nos jours.
En 2023, la France est la 7e puissance économique mondiale selon le Fonds monétaire international et la 3e puissance économique en Europe derrière l’Allemagne et le Royaume-Uni,. Avec un PIB nominal de 3 052 milliards de dollars, la France se place derrière les États-Unis, la Chine, l'Allemagne, le Japon, l'Inde et le Royaume-Uni.
En 2020, elle se classe au 23e rang pour le PIB par habitant en parité de pouvoir d'achat (PPA), légèrement au-dessus de la moyenne de l'Union européenne. En classement par PIB en PPA, la France est la 9e puissance économique. En 2025, le produit intérieur brut (PIB) de la France s’élève à 1 695 873 303 978 €. Quant à la dette, elle s'élève à 3 397 544 639 030 €.
L'économie française est principalement une économie de services : en 2022, le secteur tertiaire occupait 80,1 % de la population active, tandis que le secteur primaire (agriculture, pêche, etc.) n'en représentait plus que 2,1 %, et le secteur secondaire (essentiellement l’industrie) 17,9 %. L'économie française est une économie de plus en plus ouverte, occupant une place importante dans les échanges commerciaux internationaux, principalement au sein de l'Union européenne. La France se place sixième dans ses exportations et cinquième pour ses importations. Les exportations représentent 35 % du PIB et les importations 39 %,. La balance commerciale (biens et services) est devenue déficitaire en 2004, et ce déficit s’est accru jusqu'en 2011 avant de décroître légèrement et rester stable jusqu'en 2020 où il a connu une nouvelle hausse jusqu'à 102,3 milliards d'euros en 2022. Le taux de chômage est inférieur à la moyenne des autres pays développés, à 7,1 % (7,3 % en prenant en compte l'outre-mer) au troisième trimestre 2022.
Le taux d'emploi (68,1 % en 2022), est en dessous de celui de la zone euro (69,5 %) et de l'Union européenne (69,8 %) et de la moyenne des pays du G7 (72,7 %), en particulier pour les seniors, les moins de 30 ans et les personnes faiblement qualifiées,.
Le traitement fiscal avantageux accordé à la recherche et au développement permet à la France de se hisser au 4e rang mondial pour le nombre de brevets délivrés en 2013 et ainsi d'accroître son attractivité économique.
La France fait partie des pays fondateurs de l'Union européenne et de la zone euro. Au cœur d’une zone économiquement très développée, son économie a bénéficié de la mise en place du marché commun européen. À partir de 1986, l'État a privatisé un grand nombre d'entreprises publiques mais son influence sur l’économie reste forte (on parle de « néocolbertisme »).
La croissance du PIB par habitant français a été plus faible que celle de certains autres pays développés, au cours des trois décennies 1990 2000 et 2010, provoquant des débats sur la réalité de ce décalage et sur les réformes économiques,, qui pourraient y remédier. L’économie française est plus stable que les autres économies européennes : elle croît peu, mais résiste mieux aux crises,.
Il y a 2 400 000 millionnaires (US $) habitant en France en 2019 (patrimoine immobilier inclus). La même année, la richesse moyenne par adulte s'élève à 282 100 US $. La richesse des milliardaires français a été multipliée par trois entre 2007 et 2017, et la France est le pays d'Europe qui a le plus fortement rémunéré les actionnaires. En janvier 2023, l'homme le plus riche du monde est le Français Bernard Arnault     ( propriétaire du groupe de luxe LVMH selon Forbes). En 2019, les 10 % de Français les plus riches détiennent 46 % du patrimoine brut quand les 50 % les plus pauvres en ont 8 %.

## Histoire

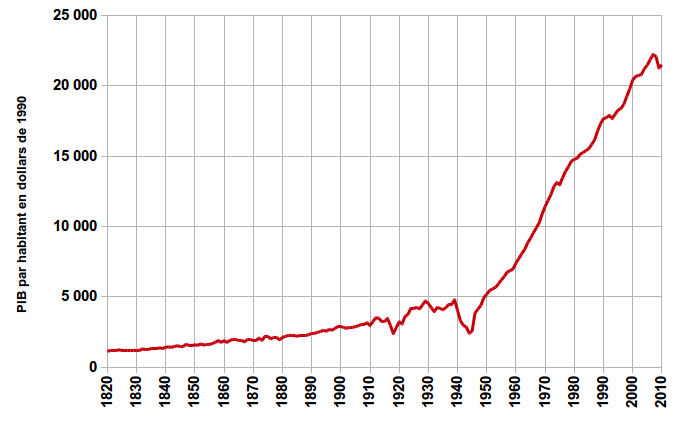
Évolution du PIB par habitant en France (1820-2010).

### Jusqu'en 1945
Depuis ses origines, la puissance économique de la France a souvent été liée à sa démographie. Sous Louis XIV, la France est le pays le plus peuplé d’Europe et donc le pays économiquement dominant. Le pays est toutefois handicapé par la faiblesse récurrente de sa flotte marchande et militaire.
Alors que la première révolution industrielle commence en Angleterre au XVIIIe siècle (ce qui permet à cette dernière de dépasser la France), puis s’étend au Benelux, la France ne connaît un décollage industriel – grâce à la libéralisation économique (traité franco-anglais de 1860 appelé parfois du nom des deux négociateurs Cobden notamment)- de la fin du Second Empire et du début de la Troisième République – qu’à partir de la seconde moitié du XIXe siècle. La France est alors un pays prospère et puissant, qui a rattrapé le développement économique de l’Angleterre, et qui étend et développe ses colonies. En 1880, elle produit 10 % de la production mondiale.
Progressivement, sa puissance économique s’affaiblit en raison de la faible croissance démographique de sa population et de politiques économiques, notamment en ce qui concerne le taux de change qui demeurent très discutées. Malgré tout, après la Première Guerre mondiale, sont créées des sociétés qui deviendront plus tard les groupes Total et EDF. Les deux guerres mondiales du XXe siècle, puis la décolonisation, réduiront le poids économique de l’Europe en général dans le monde, et de la France en particulier.

### Trente Glorieuses: 1946-1973

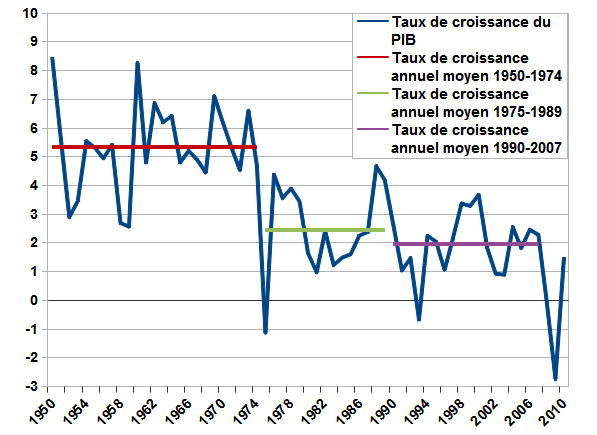
Taux de croissance annuel du PIB (1950-2010) et taux de croissance annuel moyen pour trois périodes, dont les Trente Glorieuses.

Entre 1946 et 1973, la France connaît une période de très forte croissance (en moyenne 5 % par an) que l’économiste Jean Fourastié a, a posteriori, qualifiée de « Trente Glorieuses ». Cette croissance est beaucoup plus élevée que la croissance économique de long terme de la France (cf. graphique) : de 5 % au lieu d'un peu plus de 2 % par an pour le PIB par habitant. Cette croissance économique exceptionnelle va permettre à la France, en retard dans les domaines de la technologie et de l'organisation de la production, et dont l'appareil de production avait été fortement détruit par la guerre, de rattraper une grande partie de son retard sur les États-Unis: si en 1950, le revenu moyen d’un Français représente à peine plus de la moitié de celui d’un habitant des États-Unis (55 %), il en atteint les quatre cinquièmes en 1973.
Durant les premières années de la reconstruction, cette forte croissance est rendue possible par la forte mobilisation du facteur travail, notamment à travers une augmentation de la durée de travail. À partir des années 1950, la croissance est essentiellement due aux forts gains de productivité, alors que la contribution du facteur travail baisse : le temps de travail diminue à partir du milieu des années 1960, et la population active ne connaît qu’une faible croissance, durant cette période, car le baby-boom n’accroît pas à court terme la force de travail en raison de l’allongement de la durée des études.
L'essentiel de la croissance provient donc de très forts gains de productivité. On peut attribuer ces gains de productivité très élevés à plusieurs causes, non exclusives. Premièrement, l'économie française rattrape, par imitation, l'économie la plus productive du monde, les États-Unis. Ce phénomène n'est pas propre à la France, et se retrouve dans la plupart des économies développées. Ce rattrapage est de nature dynamique : la croissance de la productivité a un niveau historiquement élevé également aux États-Unis, mais elle y est plus faible qu'en France.
Outre ce processus de rattrapage, d'autres dynamiques sont donc à l'œuvre. En particulier, la croissance tient à des mécanismes de régulation interne. Elle est assise sur l'approfondissement de l'organisation du travail fordiste, qui génère de forts gains de productivité, gains de productivité qui sont redistribués sous la forme de hausses de salaire. Ces hausses salariales vont nourrir l'accroissement de la demande de biens nationaux, dans le cadre d'une économie relativement fermée. Cette hausse de la demande va, à son tour, stimuler les gains de productivité sous la forme d'économies d'échelle. Un cercle vertueux de la croissance fordiste est donc à l'œuvre. Ce cercle est particulièrement vertueux en France, puisque, comme Angus Maddison le souligne, entre 1950 et 1979, la France a rattrapé la productivité américaine comme aucun autre grand pays industriel ne l'a fait sur la même période.
L’économie française a bénéficié du marché commun européen, mis en place entre 1957 et 1968. La France fait partie des pays fondateurs de l'Union européenne.
La période s'achève, alors que des économistes français comme Jacques Rueff ou des hommes politiques comme Charles de Gaulle dénoncent le danger que présente l'hégémonie du dollar pour le système monétaire international, par la décision unilatérale des États-Unis de mettre fin à la parité or/dollar pour faire « flotter » le dollar en 1971. Les chocs pétroliers de 1973 et de 1979 ne seront que la conséquence de l'effondrement du dollar.

### L'entre-deux-crises: 1973-2008
Dans cette période, les Français bénéficient d'un niveau de vie élevé, même si depuis les premier et second chocs pétroliers qui mettent fin aux « Trente Glorieuses », le sentiment de vivre une période de crise est fortement répandu et la croissance est plus modeste. Le chômage quasi inexistant dans les années 1960 progresse fortement pour atteindre 8,7 % en 1985. Depuis cette date, il se maintient à un taux élevé et n'arrive pas à s'établir durablement à un taux inférieur à 8 %. Le dernier excédent budgétaire public remonte à 1974. À la suite de la montée en puissance de la Chine, la France devient sur la période la 5e puissance économique.
Durant cette période tous les plans de relance se traduisent par une forte augmentation de l'endettement de l'État sans effet visible réel pour l'économie. La relance keynésienne, utile dans les années 1930, en système de changes flottants ne fonctionne plus : ainsi, en 1975, la relance Chirac représentant 2,8 points de PIB est « un succès mitigé : croissance de + 4,4 % en 1976, forte inflation (+11 %) et un gros déficit du commerce extérieur ». En 1981, le plan de relance Mauroy, d'un montant équivalent à « 1,7 point sur deux ans » visant surtout à relancer la consommation est lancé alors que les partenaires extérieurs du pays adoptaient des politiques restrictives. Il provoque une dégradation des comptes extérieurs et le gouvernement doit adopter très rapidement une politique de rigueur.
Les politiques de rigueur ou de déflation n'ont pas plus de succès: En 1983, c'est le tournant de la rigueur et l'adoption d'une politique économique dite de désinflation compétitive. Cette politique aboutit vers 1986-87 à la fin de la forte inflation qu'a connue la France à partir de la crise de 1973.
La période voit une dérégulation peu à peu complète des marchés financiers. À partir de la Loi bancaire de 1984, se met en place la libéralisation du secteur financier et, de 1985 à 1989, la fin du contrôle des changes. sous l'égide du gouvernement socialiste de Pierre Bérégovoy. Son directeur de cabinet Jean-Charles Naouri est le père de la réforme des marchés financiers entre 1984 et 1986 (création du MATIF, du MONEP, des certificats de dépôt, des billets de trésorerie). Il lance également les produits dérivés, qui auront l'occasion lors de la crise bancaire et financière de l'automne 2008 de montrer tous leurs effets pervers.
Si en 1991, tous les experts occidentaux assurent que l'activité va se redresser à l'automne, tirée par la croissance américaine et allemande, la conjoncture française traverse un passage à vide, accentué par l'attentisme des chefs d'entreprise et des investisseurs liés à la Crise du Golfe. Les dépenses fiscales françaises se raréfient. La diminution des rentrées des cotisations creuse le déficit de la Sécurité sociale, atteignant 30 milliards de francs à la fin de l'année. Le chômage est reparti à la hausse depuis cinq mois, connaissant une aggravation soudaine en mai, pour atteindre le chiffre de 2,7 millions de sans-emploi.
La période est caractérisée par une mondialisation de plus en plus accentuée de l'économie française qui se traduit pour les grands groupes français par une large délocalisation de leur production. Ainsi pour Renault, entre 2005 et 2010, la production en France baisse de plus de moitié. En 2010, la part des voitures particulières fabriquées par l'automobiliste en France est inférieure à 20 % et les deux tiers des véhicules Renault immatriculés en France sont produits dans des usines hors de ses frontières.
À partir de 2002, la généralisation de la réduction de la durée légale du travail à 35 heures, mesure phare du programme économique socialiste mise en place par Martine Aubry se présente comme une expérience unique notamment parmi les pays de l'OCDE. Elle est accompagnée de nombreuses mesures : hausse du SMIC horaire pour maintenir le salaire net, allègements de cotisations sociales pour contenir le coût du travail, flexibilité accrue de l’organisation du travail, etc. Dans le même temps, l'Allemagne de Gerhard Schröder effectue une série de réformes destinées à réduire les dépenses de l'État-providence et rétablit la compétitivité allemande en permettant aux salariés peu qualifiés de prendre des mini-jobs à partir de 400 euros par mois. Les excédents commerciaux allemands atteignent des sommets mais la monnaie unique interdit toute réévaluation de la monnaie allemande. En 2013, le déficit commercial avec l'Allemagne s'établit à 16,45 milliards d'euros.
La part du marché des exportations de la France dans la zone euro passe de 17 % en 1999 à 12,8 % en 2013.
La désindustrialisation se poursuit depuis le premier choc pétrolier : confrontée à la concurrence des pays émergents et à bas coûts de main d'œuvre dans le cadre de la mondialisation, la France passe de 5,9 millions d'emplois industriels en 1974 à 3,3 millions en 2014.
Quelques dates marquantes
- 1981-1982 : vague de nationalisations.
- 1986, fin du contrôle des prix[51]
- 1992-1993 Traité sur l'Union européenne. Les gouvernements qui se succéderont mèneront des politiques économiques dont un des buts sera de se « qualifier » pour l'euro
- En 1999, la mise en place de la zone euro et la monnaie unique marque la volonté d'une collaboration économique plus étroite de la majorité des pays, au sein de l’Union économique et monétaire. La monnaie en euro remplace le franc à compter du 1er janvier 2002.
- Le 21 juin 2005, dans la lignée du rapport Pébereau sur la dette publique, le ministre de l'Économie Thierry Breton alerte l'opinion sur deux indicateurs. Le premier indicateur est l’augmentation forte de la dette publique française qui dépasse 60 % du PIB, et dont la charge financière est équivalente aux recettes de l'impôt sur le revenu. Le second indicateur est le taux d'activité des Français plus faible que celui des pays équivalents, en raison de l'entrée tardive des jeunes dans la vie active (22 ans et demi en moyenne) et d'une sortie plus précoce (âge effectif de la retraite (57 ans).

La baisse du taux d'activité de la population française, combinée à l'insuffisance du taux de natalité, est vérifiée depuis le début des années 1960. Face à cela, les autorités publiques ont ouvert la voie à l'entrée des travailleurs étrangers. Toutefois, la non qualification, le travail à bas salaires et la précarité des conditions de vie de ces nouveaux venus ont empêché la modernisation de plusieurs industries (celle du bâtiment, en tête). Ces faiblesses de la main-d'œuvre étrangère constituent un facteur de la baisse de la croissance de l'économie française. En effet, la croissance du facteur travail et du facteur capital n'explique pas, à elle seule, la croissance totale. La qualification, les conditions de vie des travailleurs (ainsi que la modernisation du capital et de l'industrie), en un mot, le progrès technique, jouent l'essentiel à cet égard. Selon Edmond Malinvaud, dans la croissance économique française qui a enregistré un taux de croissance de 5% entre 1951 et 1969, la part qui revient au capital et au travail est inférieure à la moitié, soit, respectivement, 1,5 % et 0,9 %.

### La crise économique de 2008 et après
En septembre 2008, la France commence à être affectée par la crise économique mondiale. Le gouvernement de François Fillon, afin d'éviter un blocage complet du marché interbancaire introduit un plan de relance de 26 milliards d'euros destiné à soutenir l'activité économique. Celui-ci est suivi en 2010 d'un grand emprunt de 35 milliards destinés à financer des projets dans la recherche et l'enseignement supérieur, les filières industrielles, le développement durable et le numérique. Aucun des deux ne sera suivi d'effets notables.
La France, comme nombre de pays, a été affectée par la crise économique mondiale. Toutefois, dans la période la plus accentuée de la crise (2008-2010), la France a mieux résisté que les autres pays industrialisés, : le PIB s'est par exemple contracté en moyenne de 4 % dans la zone euro en 2009, contre seulement 1,9 % pour la France,. Cette bonne résistance est liée à son système de protection sociale qui par les transferts qu'il organise (47 % du revenu disponible brut des ménages en 2007) la dote de forts stabilisateurs économiques. Toutefois ses stabilisateurs pèsent inversement sur la reprise ce qui a pour conséquence, alors que la plupart des pays européens, dès 2012, connaissent un rebond économique, la France est l'un des seuls pays d'Europe où l'analyse des indicateurs d'activité économique ne confirme pas de reprise,. Les trois premières années de François Hollande montrent notamment un énorme décalage dans la création d'emplois privés entre la France et ses plus proches voisins européens. La France est en particulier victime d'une désindustrialisation accélérée. Elle détruit près de 500 000 emplois industriels entre 2008 et 2016 alors que l'Allemagne en crée 129 000 durant la même période.
Victime d'un chômage structurel important et d'un taux d'emploi salarié en dessous des taux usuels rencontrés dans les pays comparables[Combien ?], la France connaît une forte augmentation des chercheurs d'emplois sous les mandats de Nicolas Sarkozy et de François Hollande, ce dernier en ayant fait un de ses thèmes majeurs de campagne électorale. Ainsi, le nombre total de demandeurs d'emplois enregistrés est de 4 347 100 en mai 2012, il passe à 5 590 600 fin mars 2015, soit une hausse de 28 %. Plus préoccupant, le chômage de longue durée connaît une « explosion ».
La continuité sur la longue durée de déficits chroniques et l'incapacité de réduire les dépenses de l'État ont pour conséquence des records de la dette publique de la France avec 2 105,4 milliards d'euros au 30 juin 2015, soit 97,6 % du PIB. La dette publique ne représente qu'une partie de la dette globale totale du pays qui inclut dette hors bilan de l'État, dettes bancaires et dettes des sociétés non financières et des ménages,. Conséquence de cette augmentation, le 13 janvier 2012, l'agence de notation Standard & Poor's dégrade la note de la dette française de AAA à AA+, et, le 18 septembre 2015, l'agence de notation Moody's dégrade la note d'un cran à Aa2.
En 2016, la France descend à la 7e place pour les exportations étant devancée par la Corée du Sud. Le déficit commercial progresse de plus de trois milliards d'euros pour dépasser les 48 milliards d'euros alors que l'Allemagne connaît la même année un excédent commercial record de 252,6 milliards d'euros. Le total des déficits cumulés du commerce extérieur français sous le quinquennat de François Hollande atteint 281 milliards d'euros.
En 2018, la France demeure le membre de l'UE dont le chômage décroît le plus lentement depuis le début de la reprise. Elle fait partie des derniers pays de la zone avec un taux de 9,2 % pour une moyenne générale dans la zone euro de 8,4 %.
En 2018, la fortune cumulée des 500 individus les plus riches de France représente près de 30% du PIB du pays. Cette part est en très forte augmentation puisqu'elle n'était encore que de 10% en 2009.
En 2021, le déficit commercial atteint un record absolu avec 84,7 milliards d'euros, soit 3,4% du PIB. Négatif depuis près de 20 ans, le déficit de la balance commerciale français est le plus élevé en Europe.

### Pandémie de Covid-19 et crise énergétique
En 2020, la France est frappée, comme d'autres pays avancés, par une crise économique consécutive aux confinements dus à la crise sanitaire de la Covid-19 (baisse de l'activité, augmentation du chômage…). La France voit sa compétitivité se dégrader plus fortement que celle des autres pays de la zone euro. En réponse, le gouvernement déploie un plan de relance doté de 100 milliards d'euros. Ce plan est financé en partie par l'UE et porte sur 3 grands axes : la compétitivité et l'innovation, la transition écologique, la cohésion nationale et territoriale. Le gouvernement annonce notamment une réduction de 20 milliards d'euros de taxes à la production pesant sur les entreprises. Le ministre de l'Économie et des Finances, Bruno Le Maire, déclare que la « baisse massive » se déroulera en deux phases, la première en 2021 et la seconde en 2022.
Cette année, la dette et le déficit atteignent des niveaux jamais vus depuis 1949. La dette publique passe à 115,7 % du PIB et le déficit à 9,2 %. La dette atteint ainsi 2 650,1 milliards d'euros et le déficit 211,5 milliards d'euros. Le déficit de la balance commerciale se creuse de plus de 7 milliards pour atteindre 65 milliards d'euros (82,6 milliards d’euros selon Eurostat) ce qui a pour conséquence que la part de la France dans les exportations de la zone euro est au plus bas niveau depuis 20 ans. Ce 3e pire résultat historique intervient dans un contexte où la France bénéficie d'une réduction importante du déficit en hydrocarbures (qui est passé de 45 Md€ en 2019 à 27 Md€ en 2020).
En 2022, le déficit de la balance commerciale de la France atteint un niveau record de 164 milliards d'euros, dû notamment à l'augmentation des prix de l'énergie, à la dépréciation de l'euro ainsi qu'à la faiblesse de l'industrie française. Uniquement pour le secteur de l'automobile, le déficit est de 19,9 milliards d'euros, soit près de deux milliards de plus qu'en 2021, année déjà historique. En avril 2023, l’agence Fitch abaisse la note de la France d’un cran à « AA- » inquiète de « l’impasse politique et les mouvements sociaux (parfois violents) » dans le pays.

## Données macroéconomiques

### Le tableau emplois ressources de la nation
| Ressources (en milliards d’euros)   | 2019    | 2020    | 2021    | 2022    |  | Emplois (en milliards d’euros)      | 2019   | 2020   | 2021   | 2022   |
| ----------------------------------- | ------- | ------- | ------- | ------- |  | ----------------------------------- | ------ | ------ | ------ | ------ |
| Produit intérieur brut              | 2 425,7 | 2 302,9 | 2 500,9 | 2 639,1 |  | Consommation finale                 | 1863,5 | 1801   | 1923,5 | 2042,7 |
| dont valeur ajoutée au prix de base | 2157,1  | 2054,3  | 2216,8  | 2361,2  |  | dont consommation des ménages       | 1253,2 | 1175,0 | 1264,8 | 1825,1 |
| dont impôts sur les produits        | 268,6   | 248,6   | 284,1   | 277,9   |  | dont consommation des APU (1)       | 560,3  | 577,3  | 606,4  | 633,6  |
| -                                   | -       | -       | -       | -       |  | Variations de stocks                | 12,9   | 19,5   | 19,7   | 33,7   |
| Importations                        | 794,4   | 688,4   | 785,0   | 1017,7  |  | Exportations                        | 770,7  | 641,9  | 736,5  | 915,4  |
| Total des ressources et des emplois | 3220,2  | 2991,3  | 3285,9  | 3656,8  |  | Total des ressources et des emplois | 3220,2 | 2991,3 | 3285,9 | 3656,8 |

(1) APU = Administrations publiques
(2) FBCF = Formation brute de capital fixe
Le tableau ressources emplois comptabilise d'un côté les ressources économiques dont dispose un pays c'est-à-dire ce qui est produit dans le pays (le PIB) plus ce qui est importé (les importations). Les ressources sont donc égales au PIB plus les importations.
De l’autre côté du tableau, se trouvent les emplois, c'est-à-dire l'utilisation qui est faite des ressources dont dispose l’économie. Ces utilisations sont : a) la Consommation finale b) la FBCF c) les variations des stocks et, enfin, d) les exportations.
Par définition (et par construction), les ressources sont égales aux emplois : la totalité de ce qui est disponible est utilisé (aux variations des stocks près, que l'on classe du côté des utilisations).
On a donc PIB + importations = consommation finale + FBCF + variation des stocks + exportations.
En retraitant cette équation, on trouve l'équation qui donne le PIB :
PIB = consommation finale + FBCF + variation des stocks + (exportations - importations)(c'est-à-dire, le solde de la balance commerciale).
L'équilibre emploi-ressource, dans le cas de la France, fait, notamment, apparaître l'importance de la consommation (qui occupe une place prépondérante dans les emplois), et l’ouverture de l'économie (les importations apportent approximativement un tiers des ressources de l’économie).

### Le PIB et la croissance
(décembre 2023).
| pays                | 1992-95 | 1996-2000 | 2001-2007 | 2008-2011 | 2012-2019 | 2020-2022 |
| ------------------- | ------- | --------- | --------- | --------- | --------- | --------- |
| G7                  | 1,84    | 2,85      | 1,88      | 0,09      | 1,47      | 0,74      |
| Zone euro (17 pays) | 1,35    | 2,79      | 1,98      | -0,10     | 1,28      | 1,02      |
| France              | 1,36    | 2,94      | 1,89      | 0,35      | 1,28      | 0,40      |

| pays                | 2007 | 2008  | 2009  | 2010 | 2011 | 2012  | 2013  | 2014 | 2015 | 2016 | 2017 | 2018 | 2019 | 2020  | 2021 | 2022 |
| ------------------- | ---- | ----- | ----- | ---- | ---- | ----- | ----- | ---- | ---- | ---- | ---- | ---- | ---- | ----- | ---- | ---- |
| G7                  | 2,14 | -0,07 | -4,22 | 2,80 | 1,85 | 0,70  | 1,09  | 1,73 | 1,47 | 1,44 | 2,43 | 1,63 | 1,30 | -6,12 | 5,64 | 2,71 |
| Zone euro (17 pays) | 2,97 | 0,32  | -4,48 | 2,04 | 1,72 | -0,81 | -0,16 | 1,40 | 1,86 | 1,83 | 2,77 | 1,74 | 1,59 | -6,23 | 5,85 | 3,42 |
| France              | 2,38 | 0,14  | -2,78 | 1,80 | 2,23 | 0,36  | 0,70  | 0,96 | 1,05 | 0,98 | 2,46 | 1,82 | 1,89 | -7,68 | 6,36 | 2,53 |

Plus de 100 pays dans le monde situés sur tous les continents avaient avant la crise économique de 2008 un taux de croissance supérieur à 5 %. Si la très forte croissance de grands pays tels que la Chine et l'Inde est liée au fait qu'ils sont en phase de rattrapage, il n'en demeure pas moins que cette situation va entraîner un questionnement en France et en Europe car, c'est leurs places de grandes puissances mondiales qui sont en jeu. Parallèlement, cette croissance relativement atone a provoqué une baisse de la France dans le classement des pays ayant le plus fort PIB par habitant : 6e rang mondial en 1971, 13e rang en 1994, 17e en 2004.[réf. nécessaire]
La question de la croissance est complexe en France, comme ailleurs, car elle pose des interrogations quant à son caractère soutenable, ce qui est le propre de toute croissance. Cette interrogation forte chez des économistes comme Denis Clerc ou Jean Gadrey trouvera des échos auprès du gouvernement qui demandera en 2008 à la commission Stiglitz de développer une « réflexion sur les moyens d'échapper à une approche trop quantitative, trop comptable de la mesure de nos performances collectives » et d'élaborer de nouveaux indicateurs de richesse.
La question de la croissance potentielle de la France donnera lieu à des rapports en provenance d'instituts économiques tels que le Conseil d'analyse économique (CAE). Les gouvernements chargeront deux commissions de proposer une réflexion et des pistes d'action sur ce problème : la commission Camdessus en 2004 et, la commission Attali en 2008 puis en 2010. Ces commissions mettront en avant :
- la nécessité de favoriser la recherche et l'« économie de la connaissance »[98] notamment en faisant émerger dix pôles universitaires de taille mondiale alliant pluridisciplinarité et excellence.
- Les barrières à l'entrée à certaines professions et à certains marchés (grande distribution notamment).
- Le Marché du travail en France avec une volonté d'aller vers une flexisécurité à la française et de se préoccuper des faibles taux d'activité des jeunes et des séniors. Par ailleurs, à partir du rapport Camdessus[99], les économistes mainstream vont considérer que le travail appelle le travail et que la politique de partage du travail ne peut résoudre le problème du chômage.
- Enfin, avec le rapport Attali de 2010, l'accent va être mis sur la menace sur la croissance que constitue une dette publique trop élevée.

Si au niveau de l'enseignement supérieur, les choses ont bougé, malgré tout, les économistes sont partagés sur le bilan de mise en œuvre des préconisations contenues dans ces rapports. Si le rapport Attali de 2010 estime que les deux tiers des propositions de son rapport de 2008 ont été totalement ou partiellement mises en œuvre, Pierre Cahuc et André Zylberberg, deux économistes spécialisés dans le marché du travail dont les travaux ont contribué à nourrir le débat, sont plus sévères. En 2009, ils ont réalisé une étude sur diverses mesures prises : la loi de modernisation du marché du travail publiée en 2008, la loi du 20 août sur la représentativité syndicale, la façon dont ont été traités les cas des taxis de la grande distribution, des heures supplémentaires et des régimes spéciaux. Après examen ils doutent que les mesures prises aient vraiment des effets sur la croissance.

RNB par habitant en 2011 (ONU)[102]  - France (42 642 $) - PIB par habitant supérieur à celui de la France - PIB par habitant inférieur à celui de la France
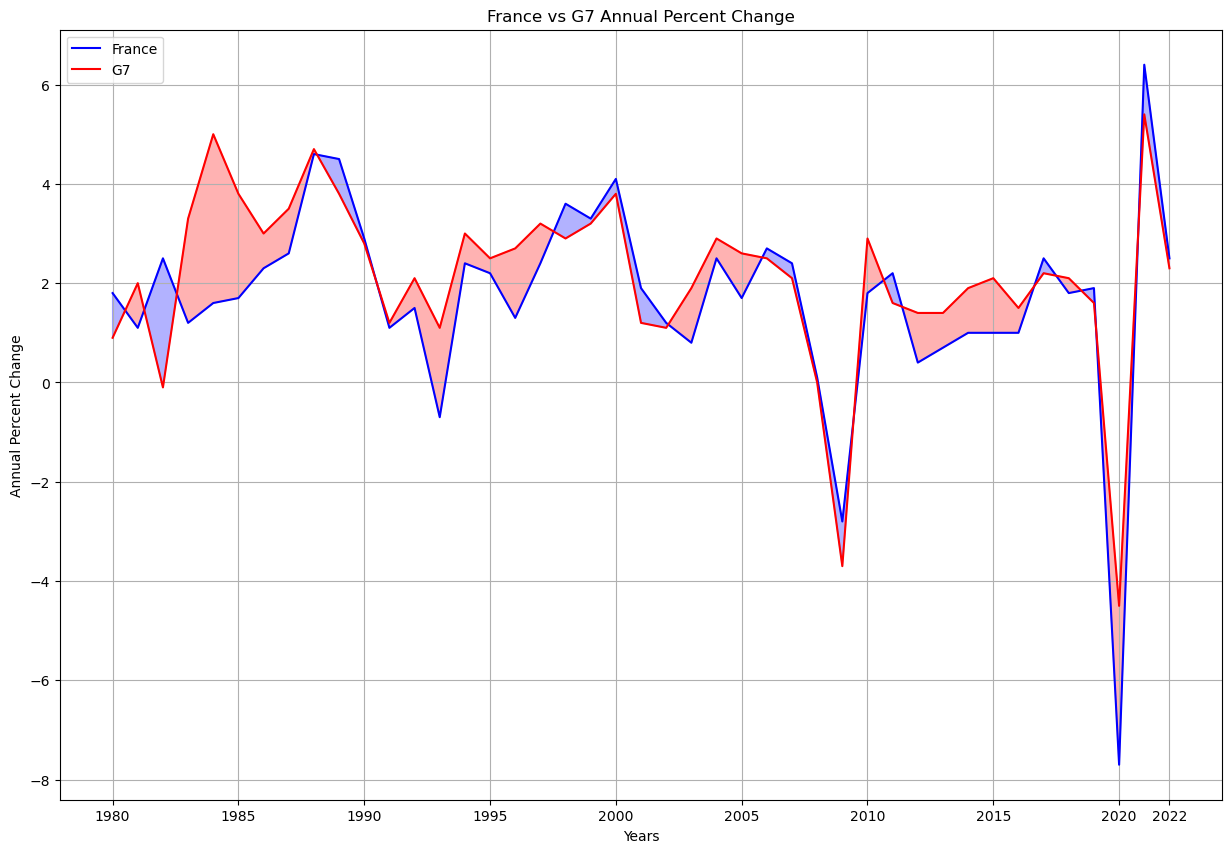
Croissance du PIB en % (prix constants) depuis 1980[103]  - France
  - G7

### Les composantes du PIB côté demande

#### Consommation
La consommation est la « principale composante de la croissance en France » : 1,6 point de croissance sur 2,2 en 2006 et 0,8 sur 0,4 en 2008. Ce modèle de croissance est différent de celui de l'Allemagne et de la Chine qui ont des modèles tirés par les exportations. Cette différence de modèle pèse dans les discussions des autorités françaises avec les autorités allemandes.
Si l'on s'intéresse à l'évolution de la consommation, on constate que comme le prévoit la loi d'Engel, la part de l'alimentation dans la consommation totale des ménages diminue et ne représente plus que 10,4 %. Au contraire les dépenses de logement, chauffage, éclairage augmentent pour représenter 19,5 % de la consommation des ménages. De même, on note la bonne tenue des dépenses consacrées aux loisirs, tourisme et aux autres biens et services.

#### Investissements
La France se plaçait en 2005 en troisième position mondiale pour les investissements directs à l'étranger (IDE) avec un flux entrant de 63,5 milliards de dollars, tombé à la dixième place en 2016 (42,3 milliards de dollars). Cependant, ces flux d’IDE comptabilisent également les flux de rachat d’entreprises françaises par des entreprises étrangères et ne représentent pas réellement l’investissement productif réalisé sur le territoire français.
Le taux d’investissement des entreprises baisse régulièrement en France depuis 1962 : le taux d’investissement des sociétés non financières, hors entreprises individuelles vaut 19 % en moyenne entre 1990 et 2006, contre 24 % au cours des années 1960. Le taux d’investissement des entreprises en France est plus faible que le taux d'investissement des pays de l’UE15, en moyenne : les entreprises françaises et les étrangères préfèrent investir dans d’autres pays.
Selon D. Plihon (chercheur français), une croissance insuffisante ou une baisse de l'investissement ne permet pas d'atteindre des objectifs commerciaux (de part de marché, de chiffre d'affaires et de bénéfices) ou financiers (de rentabilité des capitaux investis) fixés. Pour lui, l'insuffisance de l'investissement dans les entreprises industrielles françaises dans les années 1980 a joué un rôle non négligeable dans la faiblesse de leur compétitivité sur le plan international.
En 2008, l'investissement total s'élevait à 427,2 milliards d'euros. Il se décomposait notamment en :
- investissement des entreprises non financières : 52,57 % ;
- administrations publiques : 14,6 % ;
- investissements des ménages : 28,3 %.

#### Échanges extérieurs

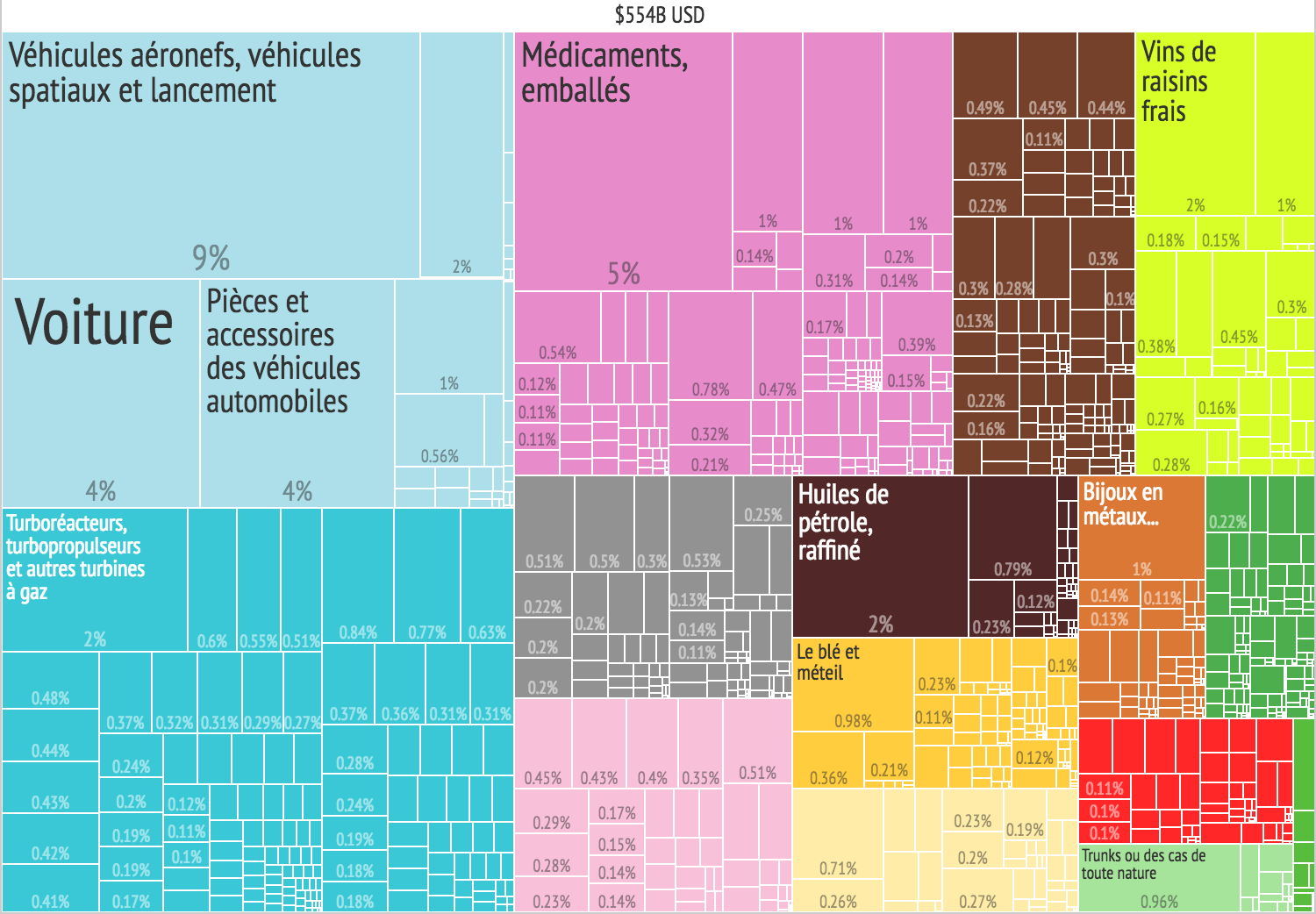
Treemap des Exportations de la France par Produit (2014)

Le solde de la balance commerciale de la France est négatif de manière continue de 2003 à 2021.
Une balance commerciale déficitaire pèse sur la croissance (du PIB). Par exemple le solde extérieur de la France a diminué la croissance de -0,3 point en 2006 de 0,8 point en 2007 et de 0,3 point en 2008.
En 2008, l'économie française est le cinquième exportateur mondial de biens (principalement des biens d’équipement), le quatrième pour les services et le troisième pour les produits agricoles et agroalimentaires (premier producteur et exportateur agricole européen). Elle est la première destination touristique mondiale, et possède la deuxième ZEE (zone économique exclusive) du monde après les États-Unis.

##### Échanges extérieurs de biens et services
En 2020, le déficit commercial français s'établit à plus de 65 milliards d'euros.
La balance commerciale française est depuis longtemps déficitaire, par exemple en 2007, le déficit cumulé de la balance commerciale des biens et services s'établit à près de 38 milliards d'euros. À l'époque, le creusement de déficit est dû à la hausse du prix du pétrole des années 2000, au niveau élevé du taux de change effectif de l’euro, et au manque de compétitivité et d'adaptivité des entreprises.
Les exportations augmentent toujours, en raison de la forte hausse de la consommation mondiale, mais moins vite que les importations.
En 2008, comme depuis très longtemps, l'Allemagne est à la fois le principal client et le principal fournisseur de la France ; le solde des échanges extérieurs bilatéraux est très négatif avec la Chine et l’Allemagne (respectivement -22,6 et -18,9 milliards d'euros en 2008), tandis que le solde avec l’Espagne ou le Royaume-Uni est positif.
La montée en puissance de l'économie chinoise, servie par une monnaie, le yuan, sous-évaluée, a entraîné une augmentation des importations en biens manufacturés.

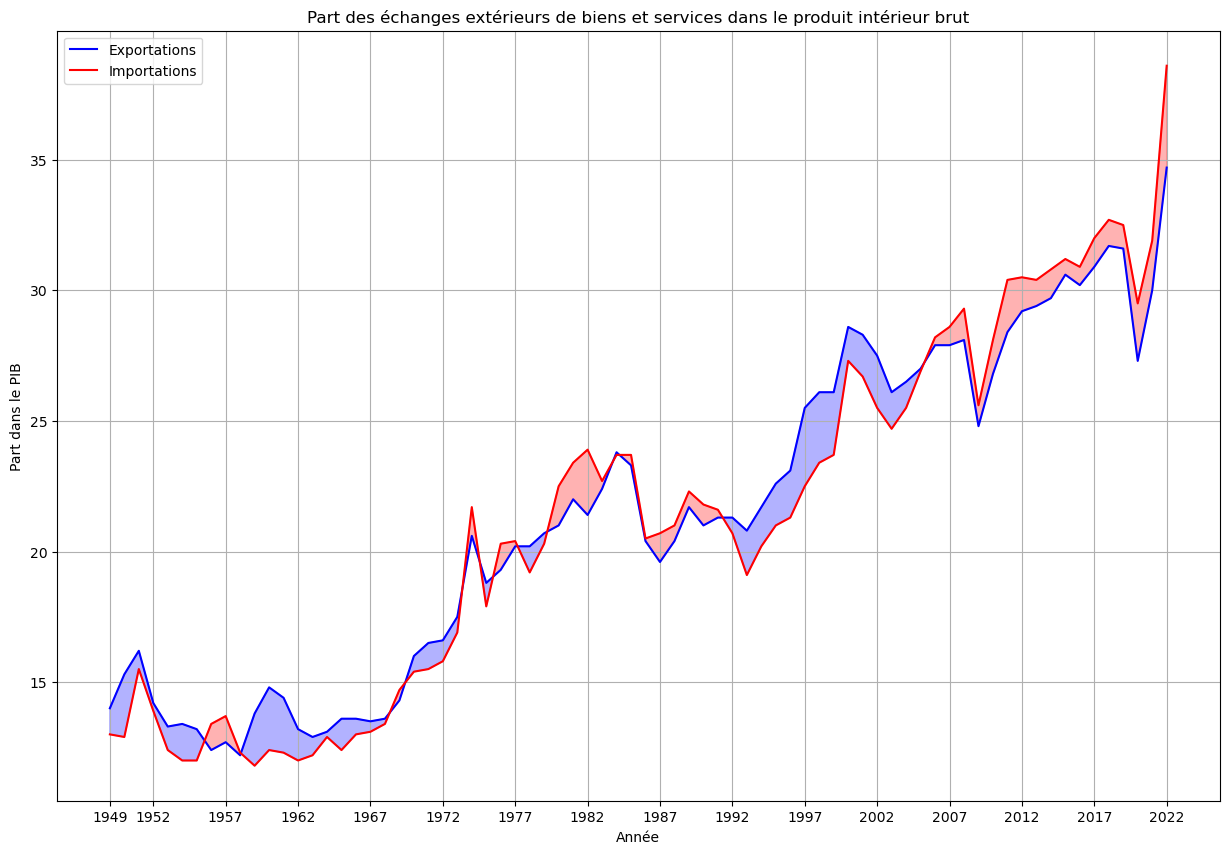
Exportations et importations en % du PIB depuis 1949  - Exportations - Importations - Excédent commercial - Déficit commercial
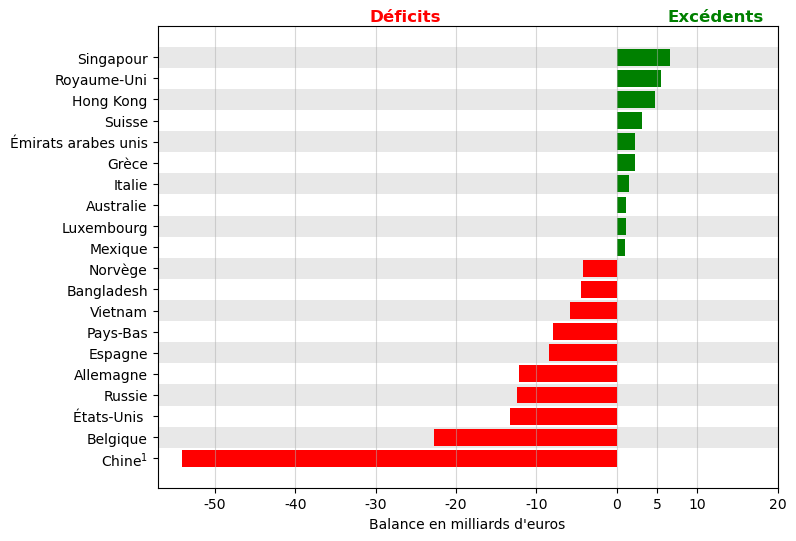
Principaux excédents et déficits bilatéraux de la France en 2022.  - 1 : Chine sans Hong Kong.

##### Échanges de biens
La France est une économie de plus en plus ouverte : proportionnellement à son PIB, à la fois les importations et les exportations de biens et services ne cessent de gagner en importance. Ainsi, en 2010, plus de 25 % du PIB était exporté. Toutefois, depuis 2003, la France exporte moins de biens et services qu’elle n’en importe : la balance commerciale est donc déficitaire. En 2015, le déficit pour la balance des biens était de 45,7 milliards d’euros.
- Principaux secteurs excédentaires en 2006 :
  - l'agroalimentaire (+ 8,9 milliards d'euros),
  - l'automobile (+ 5,5 milliards d'euros, contre +11,6 en 2003),
  - les biens d'équipements (+ 7,4 milliards d'euros).
  - industrie pharmaceutique (premier exportateur en Europe) (+ 7 milliards d'euros (chiffre 2009))
- Principal secteur déficitaire : l'énergie avec - 45,8 milliards d'euros en 2006 ce qui est le double de 2003.

Voici un tableau officiel des exportations et des importations par secteur selon l'Insee:
http://www.insee.fr/fr/themes/tableau.asp?reg_id=0&id=232
- Principaux partenaires de la France à l'exportation en 2015 (en milliards d'euros)[123] :

| Pays                   | 2015 |
| Allemagne              | 71,0 |
| Belgique               | 31,2 |
| Italie                 | 31   |
| Espagne                | 30,4 |
| Royaume-Uni            | 30,4 |
| États-Unis             | 27,4 |
| Pays-Bas               | 17,5 |
| Chine (hors Hong-Kong) | 16,2 |
| Suisse                 | 12,9 |
| Pologne                | 7,1  |
| Japon                  | 6,8  |
| Russie                 | 6,8  |
| Algérie                | 6,2  |
| Turquie                | 6,0  |
| Singapour              | 5,0  |
| Suède                  | 5,0  |
| Corée du Sud           | 5,0  |
| Hong Kong              | 4,4  |
| Brésil                 | 4,3  |
| Portugal               | 4,1  |

##### Facture énergétique

Évolution de la facture énergétique de la France en milliards d'euros courants depuis 1998

La facture énergétique représente la somme des achats d'énergie à l'étranger, elle est notamment fortement corrélée au prix du pétrole. La question de l'importance de la facture énergétique de la France s'est notamment posée au moment du premier et deuxième choc pétrolier, respectivement en 1973-1974 et 1979. Elle atteint son maximum en 1981 où elle représente 51,5 milliards d'euros de 2008. La facture énergétique de la France chute en 1985-1986 pour deux raisons :
- principalement la chute des prix du pétrole à la suite du contre-choc pétrolier du milieu des années 1980 ;
- mais aussi la montée en puissance du programme nucléaire français.

Ainsi, à la fin des années 1990, elle s'établit aux alentours de 10 milliards d'euros par an. En 2000, le renchérissement des prix du pétrole provoque un sursaut et elle s'élève aux alentours de 20 milliards d'euros entre 2000 et 2003. C'est surtout à partir de 2004, consécutivement à l'envolée du prix du pétrole, que la facture s'envole. Entre 2004 et 2008, la facture énergétique double et s'établit à un record de 58,1 milliards d'euros en 2008 à la suite du troisième choc pétrolier. Elle croit très vite sur cette période, sauf en 2007 qui marque une légère accalmie à la suite de la stabilisation des prix du pétrole début-2007. Il faut attendre 2009 pour que la facture énergétique de la France se réduise fortement, atteignant son plus bas niveau depuis 2004 : la très forte chute des prix du pétrole (qui tombe vers 40 $ en janvier 2009) y est pour beaucoup. Une nouvelle phase s'ouvre en 2010, le rebond des prix du pétrole fait fortement croître la facture énergétique de 2010 qui augmente de 20 % par rapport à 2009. Le maintien à des hauts niveau des prix du pétrole jusqu'à la mi-2014 maintient la facture énergétique à un niveau très élevé. Elle bat un record en 2011 où elle franchit la barre des 60 milliards d'euros puis à nouveau en 2012,,.
À partir de la mi-2014, les prix des produits pétroliers connait une chute très importante et la facture énergétique de 2014 est en recul de plus de 10 milliards d'euros par rapport à 2013. Estimé à 79,0 € par baril de Brent en janvier 2014, il atteint 50,5 € en moyenne par baril de Brent en décembre 2014, son niveau le plus bas depuis début-2009. La chute se poursuit plus modérément en 2015, et le baril de Brent finit l'année à un prix moyen de 34,6 €. Le prix du pétrole atteint cependant un plancher fin-2015, et remonte doucement pour atteindre 42,1 € en moyenne par baril en mai 2016. La facture énergétique de la France continue de reculer fortement pour l'année 2015 où elle s'élève à 39,7 milliards d'euros en baisse de 15,8 milliards (-28 %) par rapport à 2014.

#### Échanges de services
Le solde des échanges de services reste positif en 2006 (+ 2,6 milliards d'euros) grâce au secteur du tourisme, qui à lui seul forme un excédent de +10,1 milliards d'euros en 2006.

## Monnaie
Le 1er janvier 1999, l'euro a officiellement remplacé le franc, ancienne monnaie nationale ; les billets et les pièces en euros sont introduits en 2002 et remplacent rapidement les précédents billets et pièces. À partir de 1999, la conduite de la politique monétaire ne s’est plus faite à la Direction du Trésor ou à la Banque de France, mais elle est confiée, pour l’ensemble de la zone euro, à la Banque centrale européenne (BCE).
La France a connu de multiples périodes au cours du XXe siècle où des niveaux d’inflation trop forts, par rapport à ses partenaires économiques, ont dégradé sa compétitivité économique alors que sa monnaie restait fixée vis-à-vis d’autres monnaies par une parité de change fixe. Des dévaluations ont alors été nécessaires.
| Période   | Date des dévaluations | Taux de dévaluation ou dépréciation |
| --------- | --------------------- | ----------------------------------- |
| 1914-1929 | 1928                  | -79,7 %                             |
| 1929-1939 | 1936-1939             | -58 %                               |
| 1939-1949 | 1945-1949             | -89,7 %                             |
| 1949-1959 | 1958                  | -29,1 %                             |
| 1959-1969 | 1969                  | -11,1 %                             |

À partir de l'entrée de la France dans le Serpent monétaire européen en 1972, puis dans le Système monétaire européen en 1979, le franc s'arrime au Deutsche Mark, et la monnaie nationale devient une monnaie « stable ». La dernière dévaluation intervient en 1983, puis le gouvernement engage une période de « désinflation compétitive » qui est respectée par les gouvernements suivants.

## Données sectorielles

### Secteur primaire

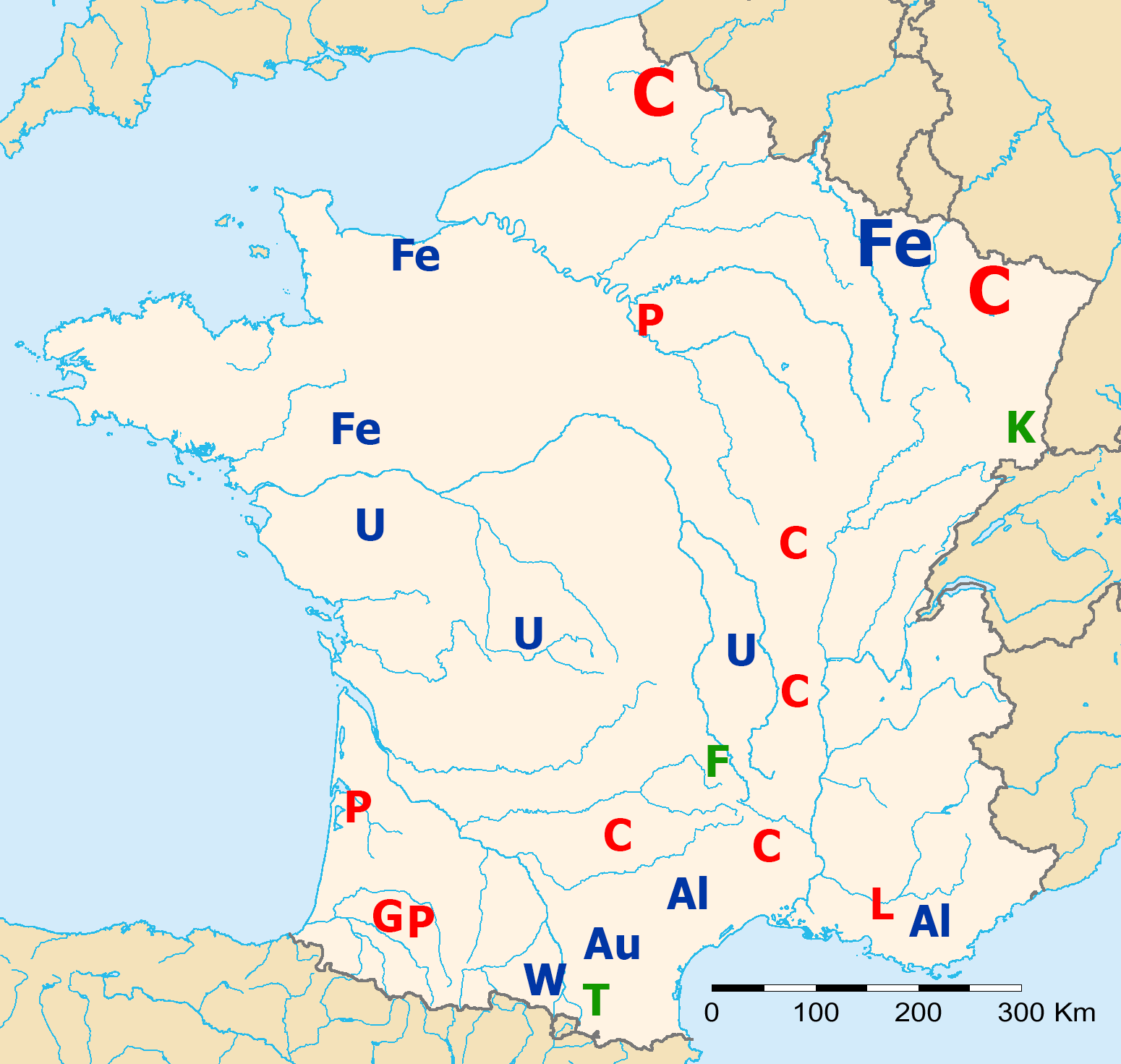
Ressources naturelles de France: Al — Aluminium, Fe — Fer, W — Tungstène, Au — Or, U — Uranium; C — Charbon, L — Lignite, P — Pétrole, G — Gaz naturel; F — Fluorine, K — Potasse, T — Talc.

Le secteur primaire est constitué de l'agriculture, la pêche, l'exploitation forestière, des mines et de la chasse. En France, son poids dans l’économie a fortement décliné au cours de la seconde moitié du XXe siècle. Il représente 4,1 % des emplois et 2,2 % du PIB français en 2007, contre 4,4 % des emplois et 2,1 % du PIB sur l'ensemble de l'Union européenne.
En 2007, l’agriculture emploie 1 005 100 en équivalent temps-plein. La part des agriculteurs dans la population active française ne cesse de diminuer. En 2007, la France compte 506 900 exploitations agricoles. En 2007, le résultat agricole net est de 24,0 milliards d'euros, dont 18,33 milliards d'euros pour la valeur ajoutée du secteur agricole, et 7,2 milliards d'euros qui correspondent à des subventions.
La France est le premier producteur agricole de toute l'Union européenne. Les principales productions sont les céréales (blé, maïs) et le sucre, le vin, les spiriteux, les produits laitiers, les fruits et légumes, les animaux et produits carnés.
L'agriculture est donc à la base du fort secteur industriel de l'agroalimentaire (secteur secondaire).

#### Lacéréalicultureet les autres cultures assimilées
En 2004, la France a produit 70 millions de tonnes de céréales. Environ la moitié est représentée par la production la plus prestigieuse, qui est le blé tendre, pour moitié à peine panifiable et destiné à la consommation des aliments du bétail.
L'orge et le maïs sont destinés également à l'ensilage pour l'alimentation animale, à l'instar du colza, du pois et autres grandes cultures.

#### L'élevage
La France possède un des cheptels les plus importants de l'Union européenne. On compte notamment plus de 20 millions de bovins, 16 millions de porcins et 9 millions d'ovins. Elle fournit près du quart de la viande bovine consommée en Europe, c'est le plus gros producteur européen de viande bovine et de volailles et le troisième producteur de viande ovine et porcine. La moitié des agriculteurs français ont une activité d'élevage en complément de leur activité de culture.

#### La filière bois
La France est un pays de forêts, généralement éclatées en une myriade de propriétés privées. L'État possède de nombreuses surfaces forestières, souvent protégées au titre de la biodiversité, comme les forêts domaniales. La superficie boisée a augmenté de 50 % depuis les années 1950. La filière bois rassemble tous les métiers du bois, dans la sylviculture, mais aussi l'industrie ou la production d'énergie. C'est un secteur très important avec 450 000 emplois et 60 000 entreprises. Dans les prochaines années, il est probable que la part de la biomasse dans les énergies renouvelables augmente. Le chiffre d'affaires de la filière est de 60 milliards d'euros chaque année.

#### Les cultures spécialisées
De nombreuses autres productions régionales caractérisent le système agricole français :
- viticulture de prestige (Bordeaux, Bourgogne, Champagne, vallée du Rhône, Alsace), de renommée internationale (Cognac) ou de grande consommation (Beaujolais, Languedoc-Roussillon) ;
- floriculture des régions chaudes de Méditerranée (Provence) et de l'ouest de la France (Anjou) ;
- castanéiculture de l'Ardèche ;
- récolte des algues en Bretagne (varech).

### Secteur secondaire
Le secteur secondaire occupe 20,3 % de la population active en 2017. Il comprend l’industrie (composée de l'industrie manufacturière, de l'agroalimentaire et de l'énergie) et la construction. Le secteur secondaire et notamment l'industrie manufacturière est jugé stratégique par des économistes qui considèrent qu'elle a un fort impact positif sur les autres secteurs économiques et que sans elle, il n'y aurait pas de recherche et développement. La France est frappée par la désindustrialisation ; en 2015, elle n'est plus que le septième pays au monde par la production industrielle.

#### Industrie

##### Données générales
Entre 1980 et 2008, le poids de l'industrie dans la valeur ajoutée de la France est passé de 24 % du PIB à 14 %. Ce secteur a perdu 36 % de ses effectifs soit 1,9 million d'emplois. Ce mouvement qui est général dans tous les pays occidentaux, est plus accentué en France que dans l'ensemble de l'Union européenne. Ce phénomène selon Problèmes économiques a trois raisons : « le transfert de certaines tâches au secteur des services, la déformation de la structure de la demande au cours du temps et la concurrence étrangère ». Concernant le premier point, si l'externalisation a provoqué un fort essor des services aux entreprises dont les effectifs ont été multipliés par 4 en quarante ans pour atteindre 4 millions de salariés avant la crise de 2008, une étude de la DG Trésor estime qu'elle n'a enlevé à l'industrie qu'environ 400 000 emplois entre 1980 et 2007. Le second point lié à la hausse de la productivité, aurait « coûté » 567 000 emplois environ entre 1980 et 2007. La hausse de la productivité agit de deux façons : elle réduit le personnel nécessaire et élève le niveau de vie et donc la demande de service. Enfin, l'effet de la concurrence étrangère est difficile à évaluer, l'approche comptable la situant à 13 % du total et l'approche économétrique la donnant entre 9 % et 70 % .
| | 2006  | 2008  | % de la valeur ajoutée de toutes les branches en 2008 |
| --- | ----- | ----- | ----------------------------------------------------- |
| Agroalimentaire                                                                                        | 28,7  | 32,7  | 1.9                                                   |
| Biens de consommation                                                                                  | 37,3  | 34    | 1.9                                                   |
| Industrie automobile                                                                                   | 13,2  | 10,9  | 0.6                                                   |
| Biens d'équipement                                                                                     | 47,3  | 48,4  | 2.8                                                   |
| Biens intermédiaires                                                                                   | 77,0  | 77,9  | 4.4                                                   |
| Énergie                                                                                                | 30,4  | 37,4  | 2.1                                                   |
| Total                                                                                                  | 233,9 | 241,3 | 13.8                                                  |
| Source : L'industrie française en chiffres, 4 septembre 2009, Insee, L'Économie française 2009, p. 149 |       |       |                                                       |

Le gouvernement s'est ému de la baisse de son secteur industriel et a organisé début 2010 des « États généraux de l'industrie ». Le rapport public du ministère chargé de l'industrie constate d'une part que l'industrie française perd des parts de marché à l'exportation et d'autre part que si le solde des échanges de produits manufacturés se dégrade en France, il ne cesse de s'améliorer en Allemagne. Pour expliquer cette situation, le rapport pointe le faible dynamisme de l'investissement et de l'innovation en France et la faiblesse du tissu de grosses PME. Concernant le premier point, la situation est contrastée. Dans les branches intenses en recherche et développement la France fait mieux que l'Allemagne. Mais la France est surtout présente dans les secteurs peu utilisateurs de R&D aussi, globalement, elle fait moins bien que sa voisine.
Entre 2009 et 2015, le nombre médian de salariés dans les usines françaises a baissé de plus de 40 %, passant de 35 à 20 employés.
En 2021, le poids de l'industrie dans le PIB est désormais de 13,5 %, un niveau inférieur à la moyenne européenne (19,7 %). Pour expliquer en partie cette faiblesse, les études notent que les entreprises françaises ont davantage délocalisé que leurs voisines européennes. Parmi les autres facteurs explicatifs est avancé le manque de compétitivité des entreprises dû notamment aux 35 heures et une fiscalité trop importante limitant leur potentiel d'investissements

##### Énergie
En 1939, la consommation de carburant en France était de 3 millions de tonnes de carburant utilisé par, entre autres les 2 015 000 voitures et 654 000 camions du parc national, tandis que la production métropolitaine était de 50 000 tonnes de carburant. Après l'armistice du 22 juin 1940, il ne restait que 200 000 t. en réserve. La mise en service de gazogènes ramena la consommation durant l'occupation allemande à environ un quart de celle avant-guerre.
En 2007, la consommation d'énergie primaire est restée stable par rapport à 2006, avec 276,1 millions de tonnes d'équivalent pétrole (Mtep)
La part de l'électricité d'origine renouvelable dans la consommation intérieure brute d'électricité (Métropole uniquement) est de 12,1 % en 2006. Cela représente une production d'électricité de 17,51 millions de tonnes d'équivalent pétrole en 2006, dont 91 % du secteur hydraulique.
Il faut rappeler qu'en 1961, 49 % de l'électricité produite en France l'était à partir de sources renouvelables (hydroélectricité).

#### Construction
Avec la bulle immobilière, le secteur de la construction a été florissant en France entre 2004 et 2006. La valeur ajoutée du secteur représente 226,1 milliards d'euros en 2006, avec la production d'environ 45 millions de mètres carrés de surface, et 421 000 logements mis en chantier ; le secteur représente 1 530 000 emplois en 2006.
De 1998 à 2006, la hausse cumulée des prix est de 88 % pour les maisons neuves et de 61 % pour les appartements neufs. Les prix de vente de l’immobilier neuf intègrent en effet le coût du foncier qui s’est fortement apprécié depuis 1998, en particulier en raison des élus locaux qui, en restreignant les permis de construire, favorisent la montée des prix. « Dans le même temps le prix dans l’immobilier ancien en centre-ville a augmenté encore plus : + 118 % pour les maisons anciennes et + 136 % pour les appartements anciens ».

### Secteur tertiaire
En 2010, 20,5 millions de personnes travaillent dans le secteur tertiaire en France métropolitaine, soit 78 % des emplois ; c'est 30 % de plus qu'en 1990. Le secteur représente 65,7 % de la production, soit 2 300 milliards d'euros, et 79,7 % de la valeur ajoutée, ou 1 385 milliards d'euros. C’est le secteur qui contribue le plus à la croissance française.

#### Données globales
|                                                      | 2008   | % de la valeur ajoutée totale des branches en 2008 |
| ---------------------------------------------------- | ------ | -------------------------------------------------- |
| Commerce                                             | 174,3  | 9,9                                                |
| Transport                                            | 77,4   | 4,4                                                |
| Activités financières                                | 80,0   | 4,6                                                |
| Activités immobilières                               | 253,1  | 14,4                                               |
| Services aux entreprises                             | 300,8  | 17,2                                               |
| Services aux particuliers                            | 96,5   | 5,5                                                |
| Éducation, santé, action sociale                     | 241,8  | 13,8                                               |
| Administration                                       | 135,2  | 7,7                                                |
| Total                                                | 1359,1 | 77,5                                               |
| Source : Insee, L'économie française en 2009, p. 149 |        |                                                    |

On considère comme service marchands : le commerce, le transport, les activités financières, les activités immobilières, les services aux entreprises, les services aux particuliers. Sont considérés comme non marchands : éducation, santé, action sociale, administration.

#### Secteur tertiaire marchand

##### Secteurs bancaire et assurantiel, marchés financiers
Quelques banques et assureurs français (BNP Paribas, Société générale, Axa…) occupent un poids important dans le secteur bancaire français. Ils font partie des entreprises qui emploient le plus grand nombre de personnes. Compte tenu de leur impact sur l'économie (les crédits sont la cause de la crise débutée en 2008), leur régulation reste une question essentielle, mal tranchée.
La Bourse de Paris est la place de cotation des actions, des obligations et de produits dérivés en France. Elle constitue une source de financement importante pour les entreprises, et leur permet de croître (augmentations de capital) et de financer leurs investissements.
L’entreprise qui gère cette Bourse fait désormais partie de NYSE Euronext, issu de la fusion entre les Bourses de Paris, d’Amsterdam et de Bruxelles (2000), puis du rapprochement avec la Bourse portugaise (2002) et la LIFFE (la bourse de produits dérivés londonienne) (2002), et enfin de la fusion avec le New York Stock Exchange (NYSE), en 2007.
Les réglementations françaises, ainsi que le système de retraite par répartition, n’incitent pas à la création de fonds de pension, ce qui diminue l'épargne nationale disponible pour les entreprises cotées. Aussi, nous l'avons vu, une part importante des actions des entreprises françaises est détenue par des investisseurs étrangers.

##### Le commerce
Le commerce en France comprend environ 590 000 entreprises (commerce de gros, intermédiaire, de détail et réparation automobile), soit 25 % du total des branches ICS (industrie, commerce et services, à l'exclusion de l'agriculture et de la fonction publique), 3,2 millions d'emplois (16,8 % du total ICS), et 137,2 milliards d'euros de valeur ajoutée (13,4 % du total ICS).
Le chiffre d'affaires global du commerce est 988,4 milliards d'euros, dont
- commerce de détail et réparation : 312,3
- commerce de gros et intermédiaire : 486,9

Les grandes surfaces représentent 50 % du commerce français ; les lois Royer, Raffarin et Galland régulent la concurrence entre les commerces et le développement des grandes surfaces.

##### Le tourisme
La France a accueilli un record de 89,4 millions de touristes en 2018 (1er rang mondial et 4e pour les recettes), pour 438 millions de nuitées. Le secteur touristique pèse pour 6,7 % du PIB, et emploie près d’un million d’actifs en 2002. Il contribue positivement à la balance courante.
En 2005 le tourisme international a généré 42,3 milliards de dollars de recettes en France (3e rang mondial derrière les États-Unis, l'Espagne et devant l'Italie), en hausse de 3,4 % par rapport à 2004.

##### Le transport
La France a l'un des réseaux terrestres les plus denses et les plus performants du monde, avec 146 km de route et 6,2 km de voies ferrées pour 100 km2 ; les réseaux de transport sont construits en toile d’araignée avec Paris pour cœur. Le transport de personnes avec les autres pays se fait majoritairement en avions, alors que sur le territoire la présence de lignes de TGV rend le transport ferroviaire compétitif vis-à-vis de l'avion pour le temps de transport.
Les marchandises sont transportés par oléoducs et gazoducs (pétrole, gaz), par fret (céréales, charbon, sable…), ou par camions (produits finis…).

#### Secteur principalement non marchand
Sont concernées l'ensemble des activités à but non lucratif (associations…) et les administrations publiques (voir section infra).

##### Le secteur de la santé et de la dépendance
La France possède un des meilleurs services de santé au monde au niveau des services rendus. Il contribue à une espérance de vie élevée. Son coût, l'un des plus élevés au monde,, contribue au déficit récurrent et considérable des comptes de la branche assurance maladie de la Sécurité sociale.
Avec le « papy-boom », ces secteurs ont vocation à se développer davantage, et à représenter des dépenses importantes dont le financement fait l'objet de débats importants selon le rôle que les pouvoirs publics veulent faire jouer respectivement aux mutuelles, aux assurances et aux cotisations sociales.

## Travail et revenus

### Emploi et chômage
La population active (c’est-à-dire les personnes ayant un emploi et les personnes à la recherche d’un emploi) constitue le facteur travail. La population active occupée, c'est-à-dire ayant un emploi compte 25,9 millions personnes en 2008 contre 22,3 millions en 1995. Entre 1995 et 2005, elle a augmenté d’environ 12 % en 10 ans (2,686 millions). La majorité de cette croissance de l’emploi a eu lieu au cours de la dernière période de taux de croissance du PIB élevé, en haut de cycle économique, de 1997 à 2001 : 1,9 million d’emplois supplémentaires, soit environ 70 % de la progression.

Taux de chômage standardisés de 1980 à 2016 (données du FMI)  - France - Zone euro - Pays du G7
Évolution du nombre de demandeurs d'emplois en France par catégorie  - A
  - B
  - C
  - D
  - E

Même si elle a une population active occupée importante, la France a vu son taux de chômage augmenter à partir du premier choc pétrolier, dépasser les 8 % à partir de 1982, un seuil au-dessous duquel, il ne reviendra pratiquement jamais dans les années qui suivront. En 2008, le nombre de chômeurs « au sens du BIT » est de 2,1 millions en 2008, contre 2,899 millions en 1995.
Pour faire face au problème du chômage les gouvernements successifs ont eu recours à des politiques de l'emploi visant d'une part à aider les chômeurs à trouver un emploi (dépenses ou politiques dites « actives ») et à les indemniser (politique dite parfois passive). En 2007, ses dépenses s'élevaient à 41 milliards d'euros soit 2,15 % du PIB, cela sans compter les dépenses liées aux allègements des cotisations sociales destinées à favoriser l'emploi qui, de leur côté, s'élèvent en 2007 à 21,7 milliards d'euros. Selon l’OCDE, en 2013, il est plus facile de licencier en France qu’en Belgique, aux Pays-Bas ou en Allemagne.

### Revenus du travail
En 2016 selon les chiffres de l'INSEE, le salaire médian des Français travaillant dans le secteur privé s'élève à 1 789 € nets, contre 2 238 € nets de salaire moyen. Au 1er janvier 2021, le montant net du SMIC est de 1 231 €. Si, en raison d'une augmentation forte du SMIC, la proportion des salariés rémunérés à ce niveau a longtemps augmenté atteignant 15,1 % des salariés au 1er juillet 2006 (hors secteur agricole et interim),, depuis une tendance à la baisse semble se dessiner : 10,6 % des salariés sont smicards en 2017.
La différence de rémunération hommes / femmes persiste : en 2000, le salaire moyen d'une femme travaillant à temps complet représentait 81,6 % de celui des hommes. Cette différence est selon une note de l'INSEE de 2020, « surtout l’effet du temps de travail et de l’emploi occupé. »
Les évolutions de salaires sont différentes en fonction des catégories socioprofessionnelles : entre 1995 et 2015, le salaire annuel net moyen des chefs d'entreprise a augmenté de 89 %, contre 68,2 % pour les apprentis et les stagiaires, 51,7 % pour les ouvriers, 43,4 % pour les employés, 34,8 % pour les cadres et 34 % pour les professions intermédiaires.
Les faibles augmentations des salaires nets, liées à la hausse de l'imposition, à la réduction du temps de travail, ont abouti, en raison de l’inflation ressentie lors du passage à l'euro et à l'augmentation sensible de certains prix, à un sentiment de perte de pouvoir d'achat. Le phénomène de travailleurs pauvres existe en France mais n’est pas lié au niveau du salaire horaire, mais au faible temps de travail effectué (travail à temps partiel).
Enfin, selon l’Insee, entre 1978 et 2005, « les inégalités de salaire journalier diminuent partout ou restent à peu près stables. ».
Entre 2009 et 2012, le revenu salarial net annuel moyen des Français baisse de 20 334 euros annuels en 2009 à 20 190 en 2012. Il stagne en 2013 et augmente légèrement en 2014.
Selon Eurostat, l’office statistique de l’Union européenne, la part de femmes en activité professionnelle et pauvres en France est passée de 5,6 % à 7,3 % entre 2006 et 2017. l'ONG Oxfam France souligne que « La France compte plus de deux millions de travailleurs pauvres et traverse une crise sans précédent de son modèle social. La situation est préoccupante pour les femmes ».

### Salaire minimum et négociations sociales

Évolution du SMIC horaire brut depuis 1980 (en euros courants)

Depuis l’article de Stigler de 1946, les économistes connaissent les avantages et inconvénients d’un salaire minimum horaire, les études récentes n’ayant modifié qu’à la marge les conclusions de cet article. Dans un marché de concurrence pure et parfaite, pour attirer de la main-d'œuvre les employeurs seraient obligés de fixer des taux de salaire pratiquement égaux à la productivité des salariés qu’ils recrutent. Mais dans la réalité, comme chercher du travail demande des efforts et du temps pour trouver un emploi, les salariés ne sont pas à même de négocier au mieux leur salaire, aussi il peut exister un écart non négligeable entre la productivité et la rémunération. Dans ce cas, le salaire minimum horaire peut contribuer à réduire cet écart et inciter un plus grand nombre de personnes à venir sur le marché du travail. De sorte que l’économie en général y gagne. Par contre si le taux de salaire horaire est fixé plus haut que la productivité des salariés, alors les entreprises auront tendance à licencier ces personnes ou à ne pas les embaucher. Cahuc et Zylberberg notent qu’en France, en novembre 2003, en tenant compte des allègements de charges, le coût de la main-d'œuvre horaire au niveau du salaire minimum était de 65 % supérieur à celui des États-Unis. Selon une étude de l’Insee de 2000, « une augmentation de 10 % du Smic détruirait environ 290 000 emplois [..] à long terme ».
Un des problèmes en France est la faiblesse des négociations sociales au niveau interprofessionnel. Le gouvernement est toujours tenté d'intervenir et de relever le SMIC (seul outil de gestion collective des salaires à disposition de l’État, qui « ne joue plus en France le rôle de simple "voiture balai" »), ce qui déforme la répartition de la masse salariale puisque les salaires proches du SMIC augmentent plus vite que le salaire moyen. L'effet sur le coût de la main-d'œuvre des entreprises est complexe car les entreprises peuvent substituer du capital au travail et augmenter la productivité du travail pour pallier cela. Toutefois la spécialisation de l'industrie française dans des secteurs de faible technologie leur laisse des marges de manœuvre assez faible. Pour pallier cet effet de bord, des mesures d’allégement des cotisations sociales pour les personnes proches du SMIC ont été adoptées. Ces mesures peuvent conduire à un phénomène de « trappe à bas salaires » car, comme le relève le rapport de la commission des finances du Sénat en 2004, « en concentrant les allègements sur une zone très étroite de salaire, on introduit un frein aux carrières salariales. » ; « les entreprises peuvent chercher à optimiser le rendement de ces mesures en embauchant de nombreux travailleurs à bas salaires et en freinant leur progression salariale pour qu'ils restent sous le seuil de 1,2 ou 1,3 fois le SMIC ».

### Niveau de vie, inégalités de revenus, pauvreté
En 2018, le niveau de vie médian des Français (après impôts et prestations sociales) s'élève à 1 771 euros par mois. Le rapport entre les dix pour cent bénéficiant des plus hauts revenus et les dix pour cent disposant des revenus les plus faibles (D9/D1) s'élevait à 3,39 et le coefficient de Gini mesurant les inégalités de revenu à 0,289, (14e rang dans l'Union européenne). Toutefois, à l'intérieur du décile 9 (les 10 % les plus riches), les écarts se sont accrus. En 2006, 130 000 personnes (1 % de la population) percevaient un salaire brut supérieur à 119 940 euros et 13 000 (0,01 % de la population) un salaire de plus de 297 600 euros. Ces hauts salaires se trouvent plus spécialement dans les secteurs du conseil et de l'assistance (28 %), les activités financières (14 %) et le commerce de gros (11 %). Ces très hauts salaires progressent plus vite que les autres : en dix ans, le salaire des 0,01 % progresse en moyenne de 2,5 % l'an alors que le salaire du premier décile (les 10 % pour les moins rémunérés) progresse de 1 % l'an.
En France, pour évaluer la pauvreté, on utilise les seuils de pauvreté relatifs à 50 % et 60 % (du salaire médian). Le niveau de ces seuils de pauvreté, puisqu’ils sont relatifs, augmentent mécaniquement avec la hausse du niveau de vie moyen, ce qui explique que la proportion de Français situés sous ces seuils (taux de pauvreté) diminue peu, malgré l’augmentation continue du PIB par habitant.
En 2005, 3,73 millions de personnes (6,6 % de la population) vivaient sous le seuil de pauvreté de 50 % et 7,13 millions de personnes (12,1 % de la population) vivaient sous le seuil de pauvreté de 60 %. Selon une étude de l'Insee, en France en 2006, 7,1 % de la population vivait en dessous du seuil de pauvreté relatif de 50 % et 13,2 % sous le seuil de pauvreté de 60 %. Ce taux est monté à 13,4 % de la population en 2007 avec huit millions en dessous du seuil de pauvreté évalué à 910 euros par mois en 2007. Si la pauvreté a diminué en France entre 1996 (pauvreté selon le seuil relatif à 60 % à 13,5 %) et 2005 (taux à 12,1 %), elle augmente les années suivantes,.

### Patrimoine
La France possède un patrimoine médian et moyen très important à l'échelle mondiale : en 2018, la France est le sixième pays au monde par sa richesse médiane par adulte (106 327 $), et la dixième au monde pour sa richesse moyenne par adulte (280 580 $).
En 2019, le 1 % de Français les plus fortunés possède 17 % de l’ensemble du patrimoine de la population et les 10 % près de la moitié. Le patrimoine médian des cadres est supérieur à 200 000 euros, contre 16 400 euros pour celui des ouvriers non qualifiés. L'espérance de vie des 5 % de Français les plus pauvres (71,7 ans) est de 13 années inférieure à celle des 5 % les plus riches (84,4 ans). Selon des associations caritatives, la crise sanitaire du Covid-19 et ses répercussions économiques plongent en 2020 1 million de personnes supplémentaires dans la pauvreté, qui s'ajoutent aux 9,3 millions de personnes en France vivant déjà avant la pandémie avec moins de 1 063 euros par unité de consommation.

## Entreprises
La France possède de grandes entreprises qui sont numéro un mondiaux dans leurs secteurs. Le problème est qu’elle n’a pas assez de petites et moyennes entreprises (PME), et qu’il n’existe pas assez de sources de financement de leurs investissements (capital-investissement). Il existe une difficulté à faire émerger de nouvelles grandes entreprises capables d'avoir un rôle d'entraînement.

### Les grandes entreprises
Avec 31 des 500 plus importants groupes mondiaux en 2020, la France est au 4e rang du Fortune Global 500, derrière les États-Unis, la Chine et le Japon, mais devant l'Allemagne et le Royaume-Uni. Paris est la troisième ville mondiale accueillant le plus de sièges sociaux de ces 500 plus importants groupes après Tokyo et Pékin, plus qu'à New York, Londres, Séoul ou Osaka.
Toutefois, la plupart des grandes entreprises actuelles étaient déjà de grandes entreprises trente ans auparavant et le renouvellement tarde à se faire. Les États-Unis et de nombreux pays émergents au contraire ont vu l'éclosion de très grandes entreprises depuis trente ans.
Parmi les grandes sociétés françaises, nous pouvons citer au sein du CAC 40 :
| Société               | Secteur                          | Rang mondial dans le secteur | Chiffre d'affaires 2020 (en milliards d'euros) | Résultat net 2014 (en milliards d'euros) | note |
| --------------------- | -------------------------------- | ---------------------------- | ---------------------------------------------- | ---------------------------------------- | --- |
| TotalEnergies         | Énergie                          | 8                            | 125,63                                         | 9,7                                      | 4e plus importante compagnie pétrolière privée mondiale                                                     |
| Sanofi                | Pharmacie                        | 4                            | 36,04                                          | 6,8                                      | |
| Engie                 | Énergie                          | 3                            | 55,75                                          | 3,8                                      | premier producteur indépendant d'énergie au monde                                                           |
| Orange                | Télécommunications               | 6                            | 42,27                                          | 1,2                                      | |
| Vivendi               | divertissement                   | 2 (Divertissements)          | 16,9                                           | 2,0                                      | Groupe multimédia international détenant notamment Universal music group, premier label de musique au monde |
| Axa                   | Assurance                        | 1                            | 93,91                                          | 5,3                                      | Première entreprise d'assurance dans le monde                                                               |
| BNP Paribas           | Banque                           | 4                            | 44,27                                          | 6,7                                      | plus importante banque au monde par capitaux en 2010, première banque de la zone Euro                       |
| Danone                | Agroalimentaire                  | 6                            | 23,62                                          | 1,6                                      | premier fournisseur d'eau minérale et de produits laitiers frais au monde                                   |
| Société générale      | Banque                           | 9                            | 22,11                                          | 2,7                                      | 8e plus importante banques au monde par capitaux en 2010                                                    |
| Carrefour             | Distribution                     | 3                            | 69,97                                          | 1,3                                      | |
| Air liquide           | Gaz industriel                   | 1                            | 20,49                                          | 1,6                                      | |
| L'Oréal               | Cosmétique                       | 1                            | 27,99                                          | 3,0                                      | Leader mondial de l'industrie des cosmétiques                                                               |
| Vinci                 | BTP                              | 2                            | 43,93                                          | 2,5                                      | |
| LVMH                  | Luxe                             | 1                            | 44,65                                          | 3,6                                      | Leader mondial du luxe                                                                                      |
| Schneider Electric    | Matériel électrique              | 1                            | 25,16                                          | 1,9                                      | |
| Pernod Ricard         | Spiritueux                       | 2                            | 8,45                                           | 0,9                                      | |
| Crédit agricole       | Banque                           | 9                            | 20,5                                           | 2,8                                      | 10e plus importante banques au monde par capitaux en 2017                                                   |
| Saint-Gobain          | Matériaux de construction, verre | 1                            | 38,13                                          | 0,6                                      | Une des plus vieilles entreprises française crée en 1665 par Jean Baptiste Colbert                          |
| Bouygues              | BTP, Télécommunications          | 4 (BTP)                      | 34,69                                          | 0,8                                      | |
| Alstom                | Transport                        | 1 (trains)                   | 8,78                                           | -0,7                                     | Son pôle énergie a été racheté par General Electric en 2014                                                 |
| Essilor International | Optique                          | 1                            | 14,43                                          | 0,8                                      | |
| Veolia                | Services collectifs              | 1                            | 26,01                                          | -0,1                                     | |
| Michelin              | Pneumatique                      | 2                            | 20,47                                          | 1,0                                      | |
| Capgemini             | Services informatiques           | 9                            | 15,85                                          | 0,6                                      | |
| Publicis Groupe       | Publicité                        | 3                            | 10,79                                          | 0,8                                      | |
| Kering                | Luxe                             | 2                            | 13,1                                           | 1,2                                      | |
| Stellantis            | Automobiles                      |                              | 86,68                                          |                                          | |
| Airbus                | Aéronautique                     |                              | 49,91                                          |                                          | |
| ArcelorMittal         | Sidérurgie                       |                              | 47,57                                          |                                          | |
| Renault               | Automobiles                      |                              | 43,47                                          |                                          | |
| Thales                | Électronique                     |                              | 16,99                                          |                                          | |
| Safran                | Industrie                        |                              | 16,63                                          |                                          | |
| Atos                  | Ingénierie                       |                              | 11,18                                          |                                          | |
| STMicroelectronics    | Semi-conducteurs                 |                              | 9,09                                           |                                          | |
| Hermès                | Luxe                             |                              | 6,39                                           |                                          | |
| Legrand               | Industrie                        |                              | 6,1                                            |                                          | |
| Teleperformance       | Centres d'appels                 |                              | 5,73                                           |                                          | |
| Dassault Systèmes     | Logiciel                         |                              | 4,45                                           |                                          | |
| Worldline             | Services de paiement             |                              | 2,75                                           |                                          | |
| Unibail-Rodamco       | Immobilier                       |                              | 1,9                                            |                                          | |

Et en dehors :
- Air France-KLM, premier transporteur aérien en Europe et deuxième au monde ;
- Orano, leader mondial de l'énergie nucléaire ;
- Eiffage est la quatrième entreprise mondiale dans le domaine de la construction et des travaux publics[217] ;
- JCDecaux, première compagnie mondiale de publicité urbaine.

La tutelle de l’État sur certains secteurs économiques est en France relativement ancienne et remonte au moins à Colbert et au monopole sur les tabacs. Par la suite, la France a connu trois vagues de nationalisations : en 1936, au sortir de la Seconde Guerre mondiale afin de faciliter la reconstruction, après l’élection comme président de François Mitterrand en 1981 et l'arrivée de la gauche au pouvoir. Si entre 1936 et 1983, les gouvernements de droite comme de gauche n'ont pas procédé à des privatisations, après cette date le mouvement s'inverse et les gouvernements successifs ont peu à peu privatisé des entreprises publiques, parce que l'on jugeait que les entreprises privées sont mieux gérées que les entreprises publiques, par volonté de réduire le poids de l'État dans l'économie, pour respecter les règles européennes de la concurrence, mais aussi pour combler les déficits budgétaires successifs.
Les hommes politiques français et l’opinion publique restent empreints d’un néocolbertisme qui voudrait que les pouvoirs publics conservent le contrôle des entreprises jugées « stratégiques ». La Commission européenne, qui doit veiller au maintien de la concurrence économique entre les acteurs et éviter les abus de position dominante, limite fortement l'intervention de l'État dans le libre jeu des entreprises. La logique politique a pu primer dans certaines opérations de fusion-acquisition, tels les rapprochements de Snecma et Sagem (pour former Safran), de Suez et Gaz de France, le sauvetage d'Alstom par Bouygues, Areva, etc.
Selon l'Insee, fin 2008, l'État contrôlait directement ou indirectement 867 entreprises employant 867 000 salariés. Parmi les plus importantes, il est possible de citer EDF, France Télécom, EADS, la SNCF, la Poste, Areva, Thales, Safran, RATP, Réseau ferré de France, France Télévisions, Aéroports de Paris, DCNS, Française des jeux, SNPE, Radio France, Nexter.
Les grandes entreprises en France, privées ou publiques, sont principalement dirigées par des anciens élèves des grandes écoles notamment de celles destinées à former les hauts fonctionnaires. David Thesmar note que « la part des actifs correspondant à des firmes dirigées par d'anciens élèves de l'ENA est passée de 30 % en 1993 à plus de 50 % en 2002 ». Par contre, la part des grands corps d'ingénieurs s'est effritée passant de 10 % en 1993 à 5 % en 2002. Il est à noter que le grand patronat, selon certaines études serait en queue du peloton des élites légitimes.
Entre 1982 et 2000, la part des investisseurs étrangers dans le capital des entreprises françaises est passé de 5 % à 45 %. Plusieurs raisons sont avancées :
- l'ouverture à l’international des placements financiers français, sous l’effet de la libéralisation financière initiée en 1983 ;
- le système de retraite français, système de retraite par répartition, selon Landier et Thesmar conduirait l’épargne française à éviter les placements qui permettent le financement des entreprises, plus rentables mais plus risqués[224].

Pour renforcer le contrôle par des capitaux français des grandes sociétés, la Commission pour la libération de la croissance française a proposé de réformer la Caisse des dépôts et consignations pour en faire un fonds souverain à la française. Finalement, le gouvernement optera pour la création en 2008 du Fonds stratégique d'investissement à qui cette mission sera confiée. Ce fonds est détenu conjointement par la caisse des dépôts et l'Agence des participations de l'État.

### Créations d'entreprise
La création d'entreprises augmente en France depuis le début des années 2000, pour atteindre plus de 800 000 entreprises créées en 2019 ; la mise en place du régime de la microentreprise en 2008 y ayant beaucoup contribué,. Les entreprises créées en 1998 sont à l'origine de 200 000 emplois, sept ans plus tard. En 2007, 40 % des créateurs d'emploi sont des chômeurs. Toutefois, la France manque d'entreprises nouvelles qui arrivent réellement à percer et à devenir des leaders mondiaux à l’instar de Microsoft ou Google aux États-Unis : 10 % des 100 premières entreprises françaises ont moins de trente ans contre 40 % aux États-Unis. Par ailleurs 47 % des sociétés françaises du secteur des technologies de l'information et de la communication créées entre 1998 et 2001 ont été vendues à des sociétés étrangères. D'une manière générale, le pays peine à assurer le développement des PME et a un fort déficit d'entreprises de 250 à 5 000 salariés qui assurent la force de l'économie allemande. Pour Marc Chevalier cette situation tient à un multitude de causes parmi lesquelles nous pouvons citer : une culture technique insuffisante et des problèmes de financement. Pour un entrepreneur comme François de la Chevalerie, il y aurait un « politiquement correct de droite » qui prônerait la création d'entreprises mais qui se garderait bien de le faire. Selon lui le discours en faveur de la création d'entreprise s'apparenterait à « de la propagande destinée surtout aux recalés, aux jeunes, aux chômeurs, aux immigrés, à tous ceux qui n'ont pas d'autres choix que de créer leur entreprise, c'est-à-dire leur propre emploi. »

### Startups et licornes
Certains dispositifs cherchent à épauler la création de start-ups (jeune entreprise à fort potentiel de croissance), et les faire grandir (scale-ups), par exemple la French Tech,.
En 2021, la France compte entre 12 et 14 licornes (startups valorisées à plus d'1 milliard de dollars),.
Il existe en outre des classements d'entreprises à fort potentiel : le Next 40 et le French Tech 120.

## Recherche et innovation
En 2020, la France est le 10e pays le plus innovant au monde selon Bloomberg, et 12e selon le Global Innovation Index. Selon l'UNESCO, la France est le 6e pays au monde ayant les dépenses en recherche et en développement les plus élevées (représentant 2,3 % de son PIB, le douzième taux le plus élevé au monde). Plus de 295 000 chercheurs travaillent en France en 2017 selon l'INSEE.
Des pôles de compétitivité ont été mis en place par l’État, dans la volonté de favoriser la création d'emploi. Dans une étude du Cepremap, les économistes Gilles Duranton, Philippe Martin, Thierry Mayer et Florian Mayneris se montrent critiques. Ils pointent les risques de subventionner une trop forte concentration géographique de certains secteurs qui rendront des territoires très vulnérables à des chocs sectoriels, que la mondialisation rend probables. Ils estiment qu'il vaudrait mieux réduire les obstacles auxquels se heurte l’établissement de « pôles » d’une taille optimale c'est-à-dire notamment aux coûts de transaction élevés sur le marché immobilier, aux réglementations locales qui réduisent l’offre immobilière et à la faible qualité des services publics dans les grandes agglomérations.

## Économies régionales

### Paris, ville-monde et moteur économique et financier

La Défense est le premier quartier d'affaires européen.

Paris, capitale économique et politique, est considérée comme l'une des villes mondiales, étant régulièrement citée parmi les 3 ou 4 plus importantes villes de la planète,. Le rayonnement économique de l'agglomération parisienne génère 40% du PIB national et un tiers des emplois en France.
En 2020, Paris et son agglomération sont la sixième ville ayant le PIB le plus élevé au monde. La région parisienne devrait rester dans les dix villes les plus puissantes économiquement de la planète d'ici à au moins 2035.
En 2018, le produit intérieur brut par habitant de la région parisienne est plus élevé que celui de tous les pays de l'Union européenne, à l'exception du Luxembourg et de l'Irlande.
Selon une étude KPMG de 2019, Paris est la deuxième ville la plus attractive au monde pour l'investissement international.

### Des régions plus ou moins dynamiques
Auvergne-Rhône-Alpes est la 2e région de France, tant par nombre d'habitants que par la production de richesses. Son PIB par habitant est supérieur de 12 % à la moyenne des régions françaises hors Ile-de-France.
La région Provence-Alpes-Côte d'Azur, bénéficiant d'avantages comparatifs importants au niveau de son climat et de sa géographique (plages, montagne, climat ensoleillé...) est l'une des régions les plus attractives de France en matière de tourisme.
La région Occitanie se positionne comme la première région française en matière de "d'effort de R&D (3,7 % du PIB), de production d'énergies renouvelables (22 % de la consommation d'énergie finale et près de 50 % de la consommation régionale d'électricité) et de taux de création d'entreprises (15,2 %)", mais reste l'une des régions les plus touchées par la pauvreté.
Les Hauts de France, 3e région par nombre d'habitants et région industrielle ancienne à la croisée de nombreux échanges (Benelux, Royaume-Uni via la Manche...) bien que fragilisés par la crise de 2008, préservent une position leader dans l'industrie en 2018.
3e région par son PIB, la région Nouvelle Aquitaine est la plus vaste région de France métropolitaine ; la région a également un solde migratoire positif, un tourisme régional important et une croissance économique supérieure à la moyenne de 2008 à 2013.
Le Grand Est, qui est l'une des régions qui a eu entre 2010 et 2015 une des plus faibles croissances économiques, se distingue par ses importants flux commerciaux avec l'Allemagne.
La Normandie, région industrielle permettant d'ouvrir via la Seine la région parisienne au commerce international, a eu une croissance plus faible que la moyenne des autres régions françaises depuis 1990.
Première région française pour l'agriculture, contenant un secteur élevage et pêche dynamique, la Bretagne est également la région française la moins touchée par la pauvreté et la précarité en 2014.

## Les administrations publiques

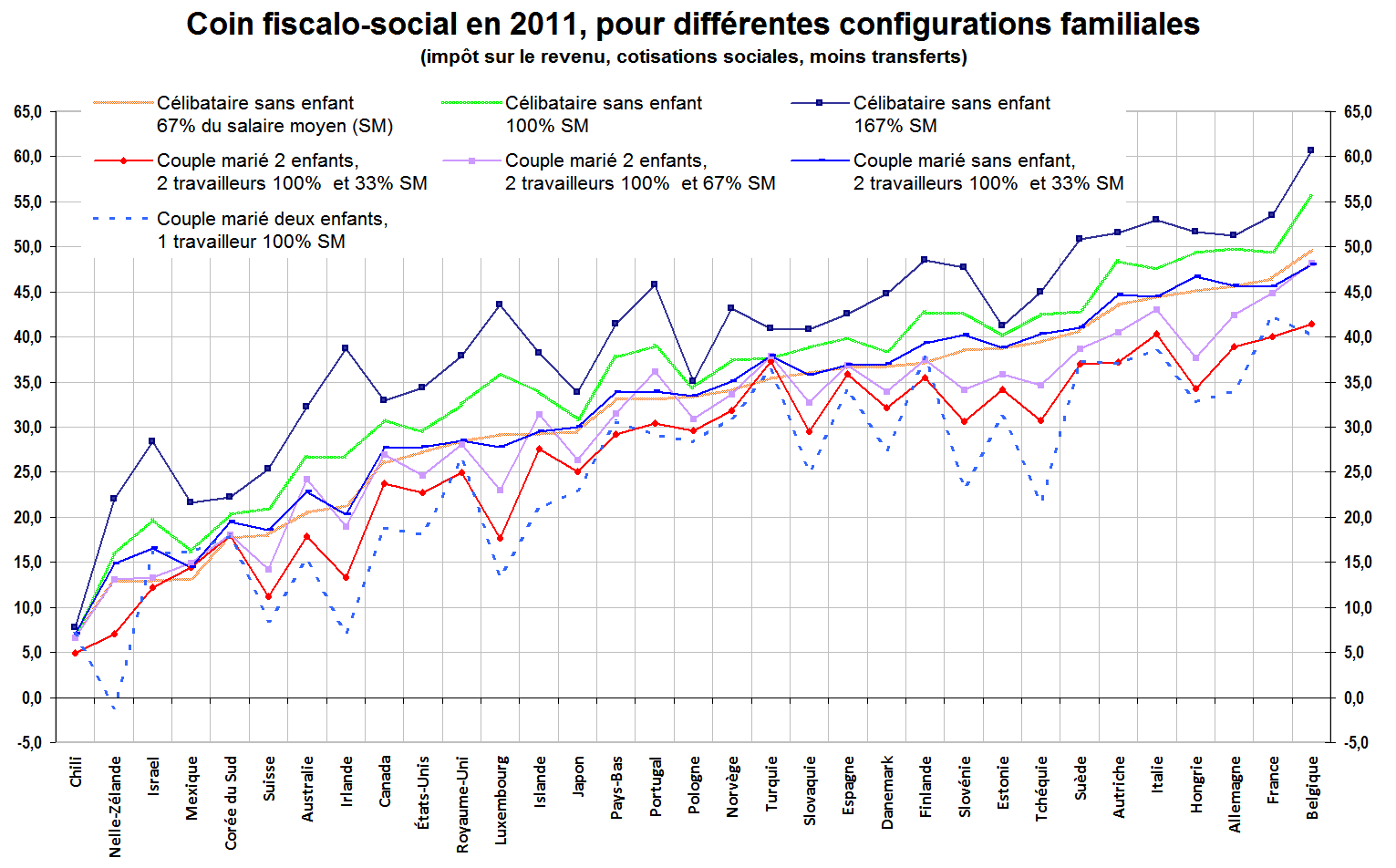
Coin salarial et fiscal dans les principaux pays de l'OCDE en 2011 pour 7 configurations familiales et de salaires différentes (source : données OCDE) : Le taux en France est l'un des plus élevés de l'OCDE, en raison des cotisations sociales, quelle que soit la configuration familiale.

Le terme « État » est parfois improprement employé pour désigner l’ensemble des administrations publiques françaises ; il désigne rigoureusement les administrations centrales, moins les ODAC.
Les entreprises publiques françaises font également partie du secteur public français, et font comptablement partie du secteur marchand.
La dette publique, mal maîtrisée, connait une hausse ininterrompue, pour dépasser les 2 000 milliards d'euros, en 2014, au-delà de 97 % du PIB, classant la France parmi les pays les plus déséquilibrés, sur ce plan.

### L’importance relative des différentes administrations
Au niveau de la part dans les dépenses et recettes publiques, les collectivités locales ne représentent qu’un cinquième du total, alors que l’État et les administrations de sécurité sociale en représentent chacun deux cinquièmes.

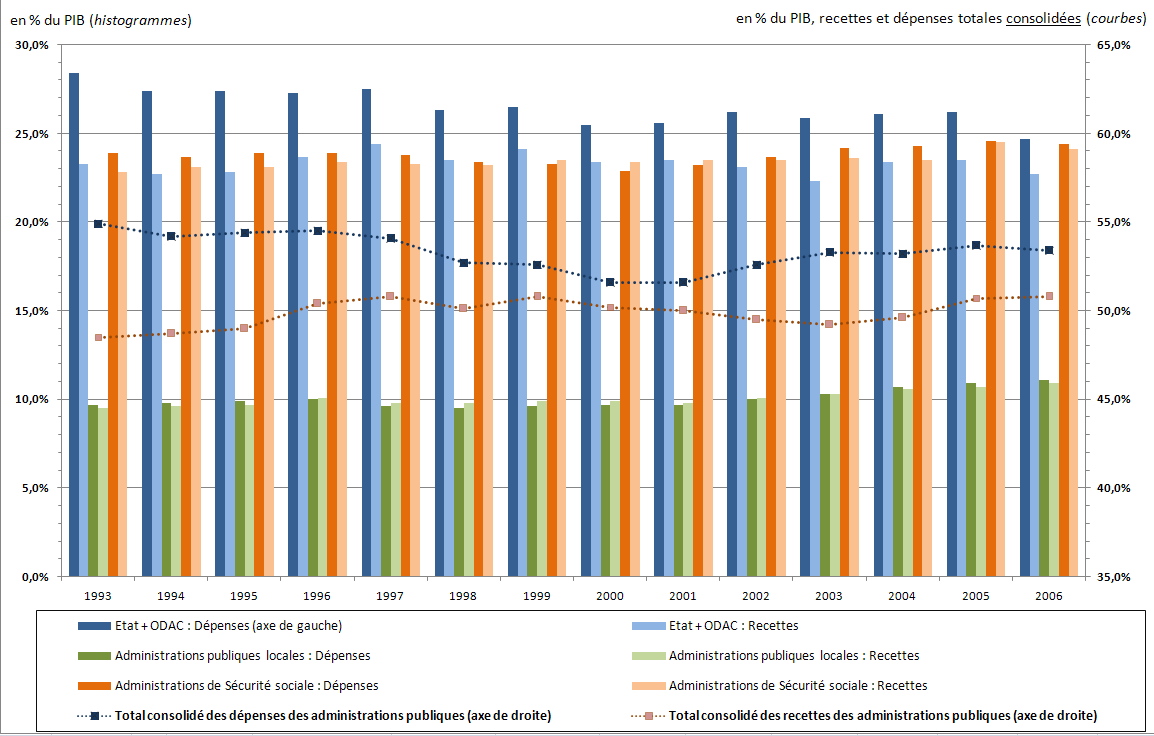
Évolution des dépenses et des recettes publiques des différentes administrations publiques françaises (1993-2006).

### Système éducatif
En 2021, la France figure en 2e position mondiale du classement Employabilité du Times Higher Education, qui réunit les 250 établissements d'éducation supérieure les plus recherchés par les recruteurs.
En 2020, l’Éducation en France emploie 1 162 850 personnes, dont 866 500 enseignants. Une partie de l’enseignement primaire et secondaire est assuré par des établissements privés sous contrat, qui doivent respecter les programmes officiels.
Le système éducatif français a connu d'importantes évolutions : la France, comme les pays équivalents, a réalisé un important effort d'élévation des qualifications de sa population, qui s'est traduit par une forte élévation des taux d'accès au baccalauréat (70 % d'une génération en 2005) et à l'université (50 %). Cet élargissement de l'audience du système scolaire marque toutefois le pas depuis les années 2000.
Le système éducatif français est réputé, toutefois ses résultats sont en détérioration en regard des comparaisons internationales, notamment le PISA. Le système éducatif français est aussi accusé d'être « inégalitaire, inefficace et inadapté au marché de l'emploi », et coûteux pour la valeur qu'il délivre. En 2018 en France selon la DARES, 963 000 jeunes de 16 à 25 ans ne sont ni en emploi, ni en études, ni en formation.

### Dette et déficit publics

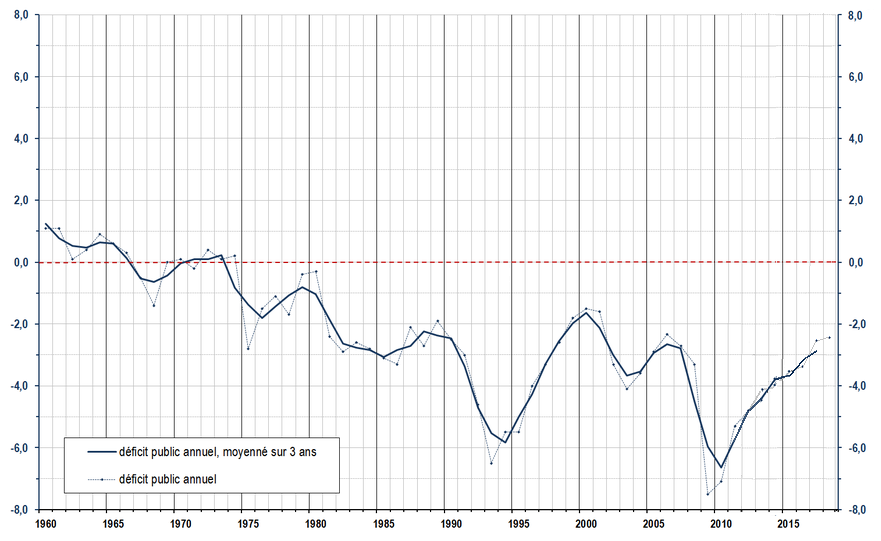
Déficit public de la France (1959-2014).

La dette publique de la France, mesurée en pourcentage du PIB, connaît une forte augmentation depuis les années 1980. Seules quelques périodes de forte croissance ont permis de stabiliser le ratio dette / PIB. Alors que de nombreux pays européens réduisent leur niveau de dette publique, les dépenses publiques restent trop élevées en France pour permettre une diminution significative. L'aiguillon des critères de Maastricht (le déficit public doit être inférieur à 3 % du PIB), émoussé par les résistances des gouvernements allemands et français en 2005 (alors sous le coup d’une procédure de déficit excessif), incite toutefois les gouvernements à limiter la croissance de l’endettement public.
En 2017, l'endettement du secteur privé atteint 130 % du PIB. En dix ans, la dette des sociétés françaises a augmenté de 750 milliards d'euros. La politique du « quoi qu'il en coûte » du président Macron en réponse à la crise du Covid-19 fait passer la dette publique de 98 % du PIB à 120 % du PIB début 2021, soit environ 300 milliards d'euros d'augmentation, entrainant des débats sur la manière d'épurer cette nouvelle dette (mutualisation avec les autres pays de l'UE, annulation pure et simple, monétisation... ?).
La hausse des taux d’intérêts a pour conséquence une augmentation de la charge de la dette. Estimée à 46,3 milliards d’euros en 2022, cette dépense est appelée à croître selon le programme de stabilité (PSTAB) présenté le ministère des Finances jusqu’à atteindre 71,2 milliards en 2027. Avec 270 milliards d’euros, la France est le premier émetteur de dette de la zone euro en 2023. En octobre 2023, le ministère de l’Économie se voit contraint d’augmenter de 3,8 milliards d’euros les crédits alloués au financement de la charge de la dette. L’enveloppe dédiée atteint ainsi 54,7 milliards d’euros en 2023.
Selon le ministre de l'Économie Bruno Le Maire, le déficit budgétaire de l'État « s’établirait pour 2023 à 173,3 milliards d’euros »,. Il frôle le record historique atteint en 2020. Les chiffres de l'Insee, parus en mars 2024, montrent un déficit public de 154 milliards d'euros, soit 5,5 % du PIB, nettement plus que l'objectif du gouvernement pour 4,9 %.

### Fiscalité

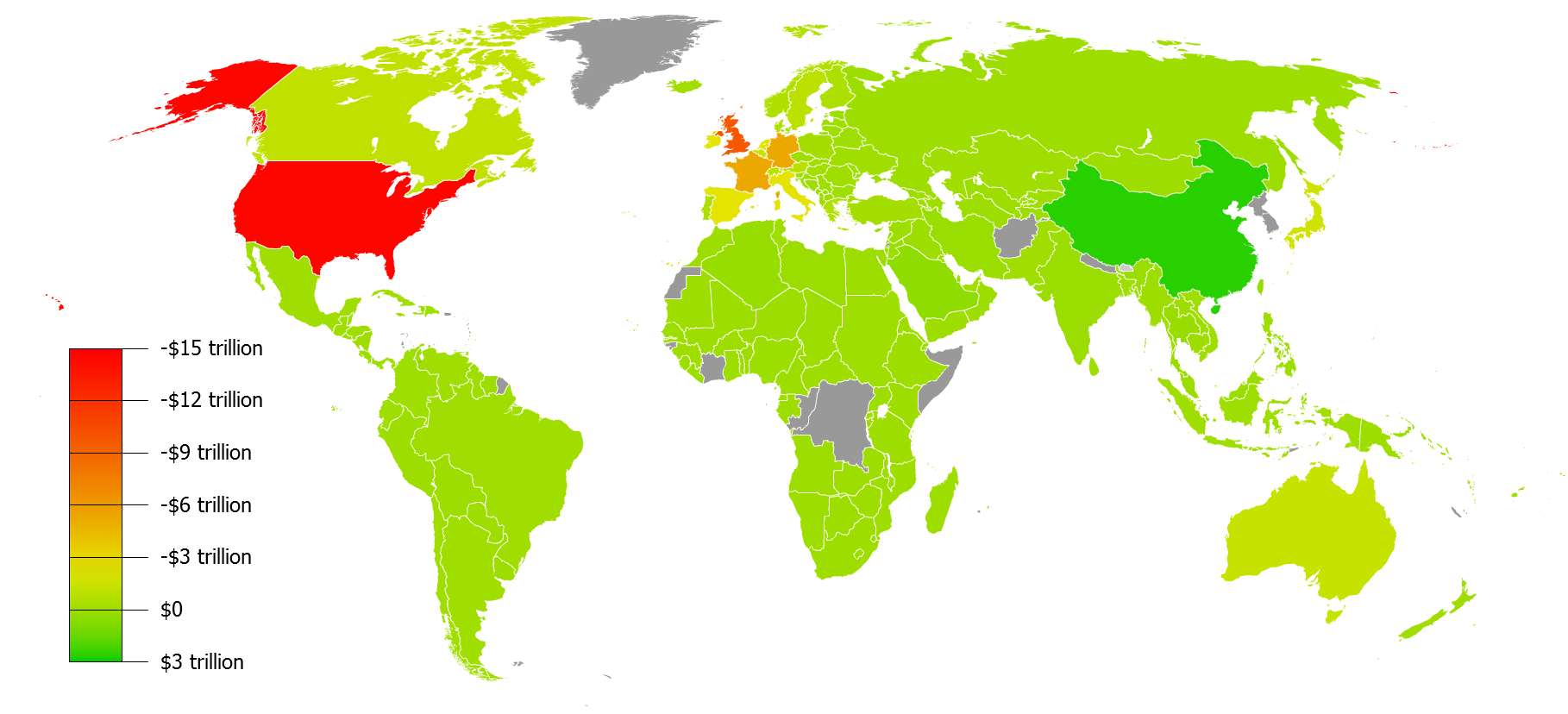
Réserves de devises et d'or moins la dette extérieure fondée sur les données de 2010 de la CIA Factbook.

En France, les prélèvements obligatoires comptent pour 46 % de l'ensemble de la richesse produite en 2019, ce qui est le plus haut niveau de pression fiscale de l'OCDE.
L’écart avec les autres pays s’est accentué entre 2002 et 2006 ; les dépenses publiques ont augmenté de 0,9 point de PIB en France, alors qu’elles ont reculé sur la même période de 0,2 point de PIB dans la zone euro. Elles atteignent 56,5 % du PIB en France en 2019.
La fiscalité s'applique sur les entreprises (Impôt sur les sociétés, Taxe professionnelle…), les revenus des particuliers (Impôt sur le revenu (IRPP)…), les salaires (Cotisations sociales, Contribution sociale généralisée (CSG), CRDS…) et la consommation de biens et services (TVA à 20 % (taux normal), 10 % (taux intermédiaire), à 5,5 % (taux réduit) % ou 2,1 % (taux super réduit)). La charge fiscale en comparaison de l'Allemagne ou du Royaume-Uni est particulièrement concentrée sur les entreprises.

## Les points de friction entre économistes et à l'intérieur de la société civile

### Une assez large absence de consensus entre les économistes
Thierry Mayer et Étienne Wasmer ont procédé, en octobre 2010, a une enquête auprès d'économistes notamment ceux de l'Association française de science économique. Le questionnaire lui-même a fait l'objet de débat. Bruno Amable l'accusant de laisser penser que « la science économique serait capable de donner des résultats « objectifs » en matière politique et donc de dire qui a raison et qui a tort dans les luttes partisanes ». L'article de ces deux chercheurs dresse néanmoins un tableau instructif du milieu des économistes et permet de mieux cerner leur position face au marché ainsi que leurs points de consensus et de dissensus les plus forts.
- Tout d'abord, les économistes ont en moyenne « une préférence plus forte pour la régulation externe ou publique que pour la régulation interne par le marché »[280]. Toutefois, il est à noter que les professeurs d'université et les directeurs de recherche sont assez neutres sur cette question alors que les professeurs du secondaire, les maîtres de conférence et les chargés de recherche sont beaucoup plus opposés au marché[281].
- Contrairement à ce que pensaient les deux auteurs, les économistes sont plus opposés sur le constat que sur les solutions à mettre en œuvre[279].
- Il existe un certain nombre de points de consensus assez forts : les niches fiscales, la nécessité d'une couverture publique du risque santé, les effets du revenu de solidarité active (créera une trappe à temps partiel et n'aura pas d'effet sur l'emploi), la coordination des politiques budgétaires à l'échelle européenne, les problèmes du foncier et du manque de logement (fiscalité inadaptée et nécessité pour les maires d'agir plus), l'importance de règles antidumping au niveau européen[282].
- Par contre, il existe des points de dissensus assez fort sur[283] :
  - le lien entre l'abolition des restrictions à l'implantation des pharmacies et la baisse des prix de la parapharmacie
  - Les effets positifs d'une baisse du coût du travail sur l'emploi
  - Les effets induits sur la productivité des entreprises d'une interdiction des délocalisations.
  - La réglementation au niveau national du bonus des traders
  - L'allongement de l'âge normal de départ à la retraite comme meilleur moyen de faire face au déficit de la sécurité sociale
  - la nationalisation du secteur bancaire
  - la concurrence entre universités

### Les Français et l'économie
En général, les Français semblent avoir « un rapport difficile avec l'économie ». En général, ils estiment avoir des connaissances relativement limitées dans ce domaine et ne se satisfont pas de cette situation. L'économie les irrite, car ils la voient « comme un savoir détenu par un groupe d'experts ». Cette perception est peut-être due au relativement faible pourcentage de ceux qui ont suivi des cours d'économie (35 %). Certains, tel Yves Crozet, professeur d'université, ont une perception différente. Il estime que les Français sont plutôt « malins » dans leur décision d'épargne et d'investissement mais qu'« ils savent aussi que l'économie est faite de contraintes et ils préfèrent feindre de les méconnaître ».
Quoi qu'il en soit, les économistes essayent depuis quelque temps de mieux répondre aux attentes des Français. Les dégradations économiques conjuguées suscitent des attentes fortes, au-delà de la simple gestion courante des affaires. Ces dernières années, les centres de recherche prenant en compte les problèmes pratiques de l'économie française sont devenus nombreux :  Conseil d'analyse économique, think tanks divers, etc. Par ailleurs, les économistes essayent de se faire plus pédagogues comme en témoignent les nombreux blogs tenus par des économistes. De son côté, le gouvernement a créé le Conseil pour la diffusion de la culture économique afin de mieux familiariser les Français aux raisonnements économiques. La diversité des points de vue économiques, logique, ne facilite certes pas la bonne compréhension des solutions à adopter.
D'un sondage Ipsos de novembre 2010, il ressort que « pour 70 % le gros de la crise reste à venir ». Ce sentiment est fort surtout chez les moins riches et les moins diplômés. Il est également plus fort dans le Nord-Est que dans le Sud-Ouest, plus fort à gauche qu'à droite. La notion de crise est vue de façon assez large. Brice Teinturier, directeur d'Ipsos France, remarque que « pour les Français nous sommes en crise depuis trente ans ». Concernant la dette publique de la France, 52 % pensent que c'est un problème grave, 43 % que c'est un sujet important qu'on a tendance à exagérer et 5 % que ce n'est pas un sujet préoccupant.
En 2010, une étude anglo-saxonne, la Legatum Prosperity Index, dont le but est de mesurer à la fois la richesse et le bien-être des citoyens de différents pays, estime que bien que l'économie de la France soit parmi les plus prospères du monde, les Français ne la perçoivent pas ainsi ; ils sont aussi extrêmement pessimistes quant à leur avenir et celui de leur pays, sans que ce soit particulièrement justifié. Il faut également souligner que, selon cette étude, des indicateurs laissent suggérer une économie informelle relativement importante.

### Économistes, politiques et politiques économiques
Les politiques ont contribué ces dernières années à l'essor de la recherche économique en France en créant notamment le Conseil d'analyse économique, et plus récemment en favorisant la création de l'École d'économie de Toulouse et l'École d'économie de Paris. Par ailleurs, ils n'ont pas hésité à créer des commissions où figuraient des économistes afin de bénéficier de leur expertise. Malgré tout le rapport entre les économistes et les politiques ne sont pas simples. Avant l'élection présidentielle de 2007, le cercle des économistes a publié un livre intitulé Politique économique de Droite, politique économique de Gauche, où ils s'alarmaient du manque de consistance et de cohérence des idées économiques de chacun des deux bords notant qu'« aucun des groupes politiques n'affirme de positions tranchées et l'on se retrouve avec un salmigondis d'opinions toutes respectables mais qui aboutissent, par la confusion extrême des positions des uns et des autres, à la paralysie, ce qui est finalement la pire des solutions ».
Par ailleurs, pour Pierre Rosanvallon, de nos jours on assisterait à une « dissociation entre une démocratie d'action et une démocratie d'élection ». La première visant à faire élire un candidat sur « le registre de la volonté et de la proximité » alors que la « démocratie d'action est confrontée à la complexité et à la contrainte ». Or les économistes ont une démarche souvent plus en ligne avec la démocratie d'action qu'avec celle d'élection.
Des économistes se sont aussi préoccupés des moyens de réussir des réformes, notamment celles visant à accroître la croissance potentielle de la France. Pour Pierre Cahuc et André Zylberberg, pour mener des réformes économique d'envergure, il convient de « changer au préalable notre démocratie sociale et notre démocratie politique ». Jacques Delpla et Charles Wyplosz quant-à-eux dans un livre intitulé La Fin des privilèges, payer pour réformer, préconisent de racheter les privilèges accordés parfois de longue date à certaines professions. D'une manière plus générale les économistes ont également étudié ce qu'ils appellent le cycle électoral qui consiste notamment à examiner dans quelle phase les politiques vont investir.

### Le débat sur la croissance et les réformes
Le débat sur la croissance est complexe en France et se situe à plusieurs niveaux. Tout d'abord la croissance elle-même fait question, par ailleurs les mesures à prendre font souvent l'objet de vives contestations; enfin, la méthode de la réforme pose problème.
Tout un courant proche de l'altermondialisme est opposé à la notion de croissance (augmentation du PIB en volume) telle que nous le connaissons. Si cette opposition tient d'abord à une réflexion sur la soutenabilité de la croissance et à des préoccupations écologiques, elle tient aussi à une pensée qui ne fait pas, ou moins, un lien entre mieux-être et « plus avoir », qui est plus portée sur la prise en compte du collectif et qui s'oppose au productivisme. Il s'ensuit que, pour eux, il est nécessaire de revoir le calcul du PIB ce que n'a que partiellement fait, selon eux, le rapport Stiglitz. Ce mouvement s'inscrit dans une perspective différente de celle du monde actuel qu'elle veut transformer. À travers différentes publications et mouvements son influence est loin d'être négligeable en France comme cela est perceptible, d'une certaine façon, à travers l'étude de Mayer et Wasmer sur les économistes.
L'opposition à la libération de la croissance tient aussi au fait que les mesures prescrites sont souvent celles où le désaccord entre les économistes est le plus fort : retraite, coût du travail, université, etc. Enfin, dans un tout autre ordre d'idée, l'opposition vient également d'un multitude d'intérêts particuliers qui ont à perdre des réformes.
Un problème de méthode. Les réformes nécessaires à une croissance plus soutenue, sont dans la typologie de Pierre Rosanvallon, des réformes de « recomposition » c'est-à-dire, selon la définition de cet auteur, qu'elles visent à remodeler des institutions publiques. Or pour Rosanvallon et pour ceux qu'il inspire, « ce type de réforme n'est pas possible sans, au préalable, une discussion sur la philosophie et le rôle social de cette institution ».

### Débat sur les trente cinq heures
Une partie des économistes, en particulier les économistes libéraux, considère que la mesure est un frein à la croissance : la réduction des heures travaillées provoque ceteris paribus une réduction du revenu par tête des travailleurs. S’il y a maintien du niveau du salaire mensuel, comme cela a été le cas pour le SMIC, la réduction du temps de travail entraîne une augmentation du coût de la main-d'œuvre horaire. Selon le Conseil d'analyse économique, les allègements de cotisations sociales sur les bas salaires et l’introduction d’une flexibilité accrue de l’organisation du travail, qui se sont produits simultanément, ont permis de créer des emplois, mais par un effet pervers ont favorisé la déqualification des emplois, alors que l’impact de la réduction du temps de travail per se n’a été que marginal,. La politique des 35 heures a accru la productivité horaire française, qui est une des plus élevées au monde.

### Le débat sur la réglementation
La majorité des économistes libéraux recommande de déréglementer un certain nombre de domaines d'activité, les contraintes réglementaires représentant à leurs yeux autant de freins à la croissance et à l’emploi. Afin de favoriser la liberté d'entreprendre, « libérer la croissance » et augmenter le taux d'emploi, ils militent par exemple pour limiter la hausse du SMIC, le salaire minimum français, qui est fixé par l’État à un niveau élevé par rapport à d'autres pays, ce qui selon eux peut empêcher la création d'emplois et l’entrée des jeunes sur le marché du travail. Selon le rapport Productivité et croissance du CAE de 2004, il serait préférable de ne pas imposer de durée légale du travail et de se limiter aux règles sur la durée du travail définies par l’Union européenne.
La majorité des économistes non libéraux estime que la déréglementation mise en œuvre depuis le début des années 1980 est suffisante voire excessive. Ils imputent à la déréglementation la hausse des inégalités, ce qui poserait à la fois des questions morales sur le type de société et de contrat social choisi par les Français, et des questions économiques. Sur le plan économique, ils estiment que le partage de la valeur ajoutée en faveur du capital au détriment du travail pose un problème en ce qui concerne la demande de biens et services ainsi qu'un problème à terme de compétitivité des travailleurs.
Finalement, à la fin de 2014, le débat entre une économie plus flexible et la nécessité de la solidarité reste entièrement ouvert, alors que les résultats économiques poursuivent leur dégradation, dans le sillage de solutions pratiques manquant clairement de résultats concrets.

### Sources et bibliographie

#### Sources statistiques
- Insee, 2014, Tableaux de l'économie française [lire en ligne]
- Insee, 2013, France : portrait social  [lire en ligne]
- Insee, 2013, La France en bref [lire en ligne]
- Insee, La France en faits et chiffres : Chiffres-clés - Études et analyses - Données détaillées
- Perspectives économiques de la France, FocusEconomics (anglais)

#### Rapports gouvernementaux
- Michel Camdessus et alii, 2004, Le Sursaut, vers une nouvelle croissance pour la France, La Documentation française [lire en ligne]
- Jacques Attali et alii., janvier 2008, rapport de la Commission pour la libération de la croissance française dite « Commission Attali », 300 décisions pour changer la France [lire en ligne]
- Jean-Philippe Cotis, rapport au Président de la République, 2009, Partage de la valeur ajoutée, partage des profits et écarts de rémunérations en France, Insee [lire en ligne]
- Jacques Attali, 2010, Une ambition pour dix ans [lire en ligne]
- Jean-François Dehecq, 2010, États généraux de l'industrie, bilan de la concertation, La Documentation française [lire en ligne]
- Louis Gallois, novembre 2012, Pacte pour la compétitivité de l'industrie française, La Documentation française [lire en ligne]

#### Rapports divers
- Ministère de l'économie, 2006, Les Français et l'économie Lire en ligne
- Olivier Blanchard, Jean Tirole, 2003, Protection de l'emploi et procédures de licenciement, La Documentation française [lire en ligne]
- CERC, 2006, Rapport du Cerc no 7, La France en Transition 1993-2005, La Documentation Française [lire en ligne]
- Commission européenne, Rapport annuel d'avancement, décembre 2007 [lire en ligne]
- Conseil d'analyse économique :
  - Mondialisation : les atouts de la France, Philippe Aghion, Patrick Artus et alli, août 2007 [lire en ligne]
  - Les Leviers de la croissance française, Philippe Aghion, Gilbert Cette, Élie Cohen, Jean Pisani-Ferry, décembre 2007 [lire en ligne]
  - Crise et croissance : une stratégie pour la France, Philippe Aghion, Gilbert Cette, Élie Cohen et alii, septembre 2011 [lire en ligne]
  - L'emploi des jeunes peu qualifiés en France, Pierre Cahuc et alii, avril 2013 [lire en ligne]
- OCDE, mars 2013, Études économiques de l'OCDE - France [lire en ligne]
- Fondation Jean-Jaurès, La France en 2025: les enjeux économiques et sociaux dans le monde, juin 2014 [lire en ligne]

#### Ouvrages et revues
- Michel Margairaz (préf. François Bloch-Lainé), L'État, les finances et l’économie : histoire d’une conversion, 1932-1952, vol. 1 et 2, Paris, Comité pour l'histoire économique et financière de la France, coll. « Histoire économique et financière de la France / Études générales », 1991, XVI-1456 p. (ISBN 2-11-081121-8, présentation en ligne, lire en ligne), [lire en ligne].
- Cercle des économistes, Politique économique de droite, politique économique de gauche, éditions Perrin, 2006.
- Augustin Landier et David Thesmar, Le Grand Méchant Marché : Décryptage d'un fantasme français, Paris, Flammarion, 2007, 181 p. (ISBN 978-2-08-210593-4 et 2-08-210593-8).
- Jacques Delpla et Charles Wyplosz, La Fin des privilèges, payer pour réformer, Hachette, janvier 2007, 215 p. (ISBN 978-2-01-237268-9 et 2-01-237268-6)
- Claude Picart, Flux d'emploi et de main-d'œuvre en France : un réexamen, Document de travail de l'Insee, 2007 [lire en ligne]
- Thomas Piketty, Camille Landais et Emmanuel Saez, Pour une révolution fiscale : Un impôt sur le revenu pour le XXIe siècle, Paris, Seuil, coll. « La République des idées », janvier 2011, 133 p. (ISBN 978-2-02-103941-2 et 2-02-103941-2)
- Patrick Artus et Marie-Paule Virard, La France sans ses usines, Paris, Fayard, octobre 2011, 184 p. (ISBN 978-2-213-66597-9 et 2-213-66597-4)
- Guillaume Duval, La France d'après : Rebondir après la crise, Paris, Les Petits Matins, 2013, 352 p. (ISBN 978-2-915879-90-2 et 2-915879-90-7)
- Patrick Artus et Marie-Paule Virard, Les apprentis sorciers : 40 ans d'échec de la politique économique française, Paris, Fayard, mars 2013, 198 p. (ISBN 978-2-213-67177-2 et 2-213-67177-X)
- David Thesmar et Augustin Landier, Dix idées qui coulent la France, Paris, Flammarion, septembre 2013, 352 p. (ISBN 978-2-08-130958-6 et 2-08-130958-0)
- Pascal Lamy, Quand la France s’éveillera, Paris, Odile Jacob, mars 2014, 176 p. (ISBN 978-2-7381-2992-5).
- Philippe Aghion, Gilbert Cette et Élie Cohen, Changer de modèle, Paris, La République des idées/Seuil, avril 2014, 180 p. (ISBN 978-2-7381-3023-5 et 2-7381-3023-2)
- Nicolas Lecaussin, L'obsession antilibérale française : Ses causes et ses conséquences, Libre Échange, avril 2014 (ISBN 978-1-0931-6601-9 et 1-0931-6601-0)